# Österreich 2022
Dieser Artikel listet Ereignisse des Jahres 2022 in Österreich auf.

## Allgemein

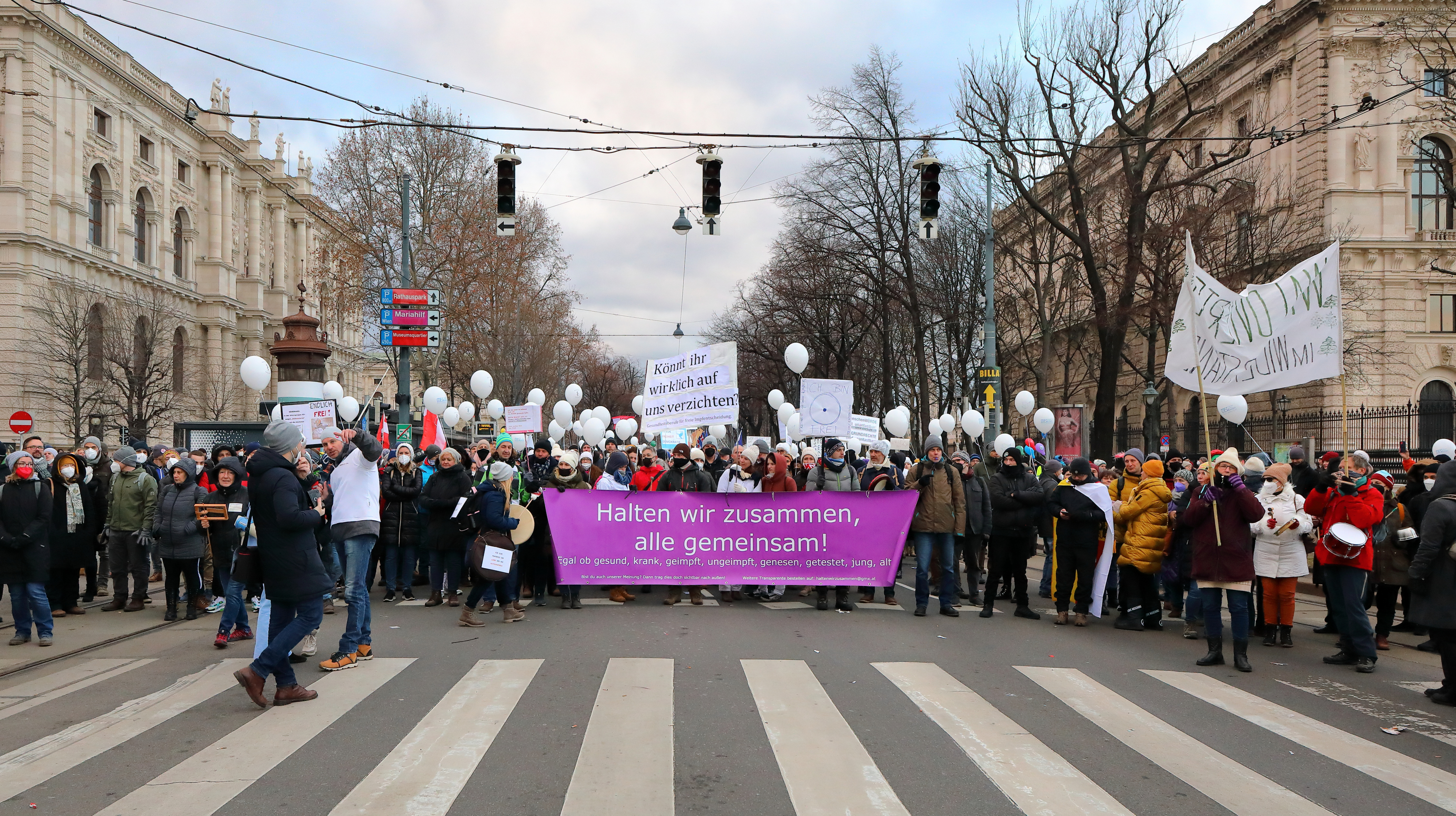
Anti-Corona-(Maßnahmen-)Demonstration am 8. Jänner 2022 in Wien

- 8. Jänner: Anti-Corona-Demonstration in Wien mit rund 40.000 Teilnehmern laut Polizei[1]
- 10. Jänner: Peter Klimek wird vom Klub der Bildungs- und Wissenschaftsjournalisten zum österreichischen Wissenschafter des Jahres 2021 gewählt.
- 19. und 20. März und 3. April: Solidaritätskonzerte für die Ukraine
- Juni: Wittgenstein-Preis 2022
- 22. bis 26. Juni: Ingeborg-Bachmann-Preis 2022
- 21. August bis 2. September: Europäisches Forum Alpbach
- Festival für zeitgenössische Kunst Steirischer Herbst
- Tag des Denkmals 2022
- Lange Nacht der Museen
- 19. Oktober: Verleihung der Auszeichnung Österreicher des Jahres 2022
- 25. Oktober: Verleihung der Big Brother Awards im Wiener Rabenhof Theater
- 26. Oktober: Finale von 9 Plätze – 9 Schätze
- 21. November 2022: Verleihung des Österreichischen Buchpreises 2022; Ausgezeichnet wird Mon Cheri und unsere demolierten Seelen von Verena Roßbacher; der Debütpreis geht an Luftpolster von Lena-Marie Biertimpel.[2]
- 23. bis 27. November: Buch Wien
- 1. Dezember: Österreichisches Wort des Jahres
- Anton Zeilinger erhält den Nobelpreis für Physik

### Google-Suchbegriffe des Jahres 2022 in Österreich
- Suchbegriffe des Jahres: Ukraine, Corona-Impfung in meiner Nähe, WM, Olympia, Dominic Thiem,  Bundespräsidentenwahl, Affenpocken, Vladimir Putin, Russland, Klimawandel
- Österreicher / Österreicherinnen des Jahres: Dominic Thiem, Anna Gasser, Valerie Huber, Franz Klammer, Gerald Grosz, Tassilo Wallentin, Johannes Rauch, Melissa Naschenweng, Tara Tabitha, Dominik Wlazny
- Abschiede: Didi Mateschitz, Queen Elizabeth II, Willi Resetarits, Anne Heche, Aaron Carter, Olivia Newton-John, Bob Saget, Taylor Hawkins, Ivana Trump, Heidi Horten
- Suchbegriffe zu Klima, Umwelt & Energie: Klimawandel, Klimabonus, Spritpreisrechner, Wien Energie, EVN, Ölpreis, Pellets Preis, ÖMAG, Energiekostenausgleich, Strompreisbremse
- Nachrichten-Themen Österreich: Bundespräsidentenwahl, Kalte Progression, Ragweed, Volksbegehren, Sonnenfinsternis, Ferrero Rückruf, Landtagswahl Tirol, Reparaturbonus, Gemeinderatswahlen Tirol, Pensionserhöhung 2023[3]

## Politik
- 20. Jänner: Der Gesetzesentwurf zur Einführung der COVID-19-Impfpflicht in Österreich wird von 137 der 170 anwesenden Abgeordneten zum Nationalrat angenommen.[4]
- 1. Februar: Einführung der COVID-19-Impfpflicht in Österreich

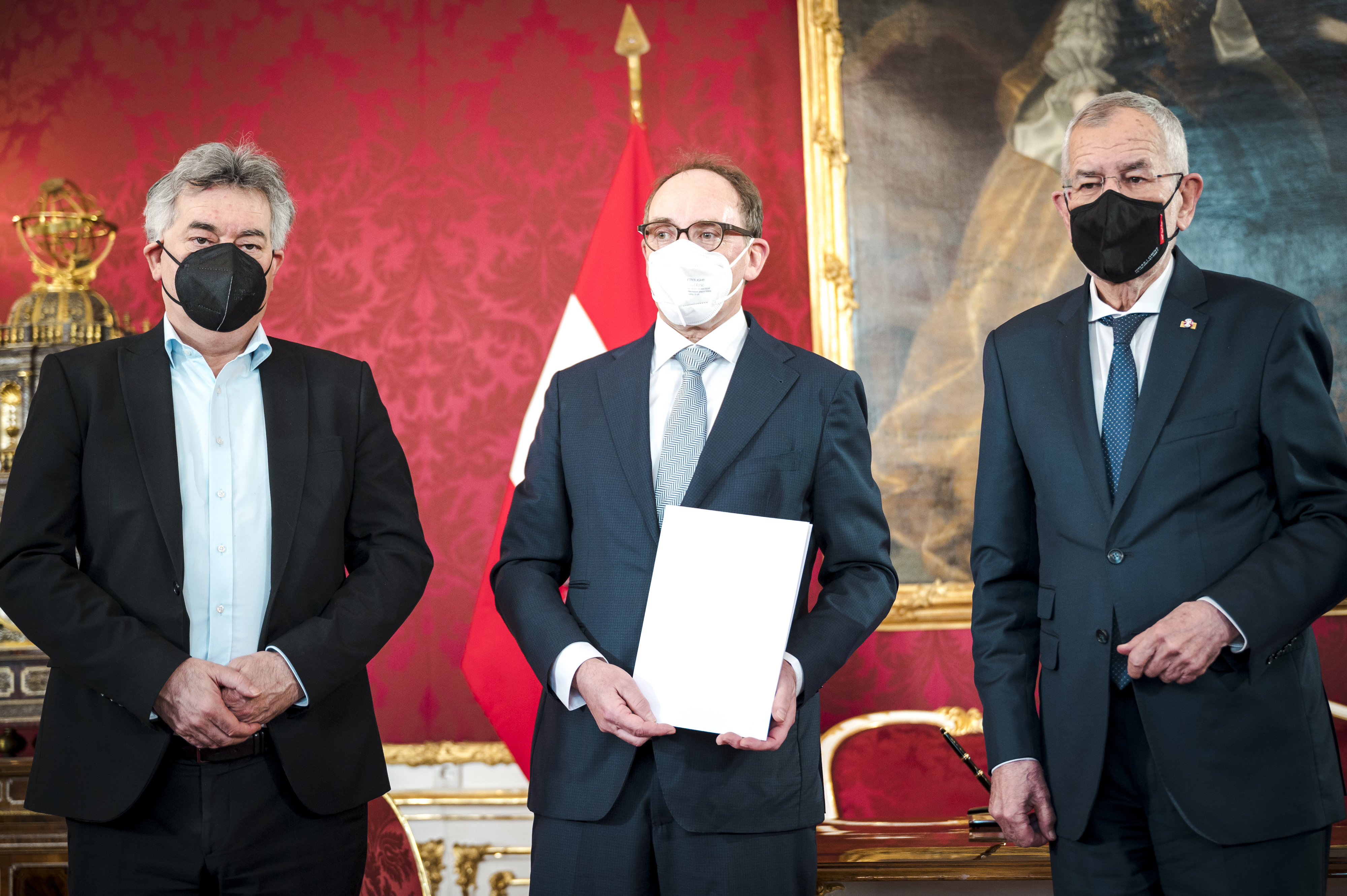
Angelobung von Johannes Rauch (Mitte) durch Bundespräsidenten Alexander Van der Bellen (rechts)

- 8. März: Johannes Rauch folgt Wolfgang Mückstein als Gesundheitsminister der Bundesregierung Nehammer nach.
- 9. Mai: Landwirtschaftsministerin Elisabeth Köstinger und Wirtschaftsministerin Margarete Schramböck geben ihren Rücktritt bekannt.[5]
- 11. Mai: Florian Tursky und Susanne Kraus-Winkler werden als Staatssekretäre angelobt, Arbeitsminister Martin Kocher wird zusätzlich mit den Wirtschaftsagenden betraut.[6]
- 18. Mai: Norbert Totschnig wird als Bundesminister für Landwirtschaft, Regionen und Tourismus der Bundesregierung Nehammer angelobt.[7]
- 3. Juni: Der steirische Landeshauptmann Hermann Schützenhöfer (Landesregierung Schützenhöfer II) gibt seinen Rückzug mit Anfang Juli bekannt, als Nachfolger wird Christopher Drexler designiert.[8]
- 13. Juni: Der Tiroler Landeshauptmann Günther Platter (Landesregierung Platter III) gibt bekannt, bei der nächsten Landtagswahl nicht mehr zu kandidieren, als Nachfolger wird Anton Mattle designiert.[9]
- 4. Juli: Wahl und Angelobung der Landesregierung Drexler[10]
- 9. Oktober: Bundespräsidentenwahl in Österreich: Amtsinhaber Alexander Van der Bellen gewinnt die Wahl mit 56,7 Prozent der Stimmen.
- 25. Oktober: Nach der vorgezogenen Landtagswahl in Tirol 2022 findet die konstituierende Sitzung der XVIII. Gesetzgebungsperiode mit der Wahl und Angelobung der Landesregierung Mattle statt.

## Wahltermine
- 27. Februar: Gemeinderats- und Bürgermeisterwahlen in Tirol 2022[11]
- 25. September: Landtagswahl in Tirol[12]
- 2. Oktober: Gemeinderatswahlen im Burgenland 2022[13]
- 9. Oktober: Bundespräsidentenwahl in Österreich 2022[14]

## Sport
- 29. Dezember 2021 bis 6. Jänner: Vierschanzentournee 2021/22
- 17. bis 23. Jänner: 81. Hahnenkammrennen
- 04. bis 06. Februar: Österreichische Badmintonmeisterschaft 2022
- 04. bis 20. Februar: Österreich bei den Olympischen Winterspielen 2022 in Peking
- 26. bis 27. Februar: Österreichische Hallen-Staatsmeisterschaften 2022
- 04. bis 13. März: Österreich bei den Winter-Paralympics 2022 in Peking
- 22. bis 28. März: Österreichische Alpine Skimeisterschaften 2022
- 24. April: Vienna City Marathon
- 29. April bis 1. Mai: Austrian Darts Open 2022
- 2. bis 8. Mai: Danube Upper Austria Open 2022
- 17. bis 22. Mai: Carinthian Open 2022
- 25. bis 29. Mai: Paracycling-Straßeneuropameisterschaften 2022 in Gallspach. Schwanenstadt, Lochen am See, Gaspoltshofen und Peuerbach
- 26. bis 29. Mai: Austrian International 2022
- 6. bis 11. Juni: Carinthian Ladies Lake’s Trophy III 2022
- 14. bis 19. Juni: Carinthian Ladies Lake’s Trophy IV 2022
- 4. bis 10. Juli: Salzburg Open 2022
- ab 6. Juli: Österreich bei der Fußball-Europameisterschaft der Frauen
- 7. bis 10. Juli: American-Football-Europameisterschaft der Junioren 2022 in Wien
- 7. bis 17. Juli: Österreich bei den World Games 2022
- 10. Juli: Großer Preis von Österreich 2022
- 15. bis 24. Juli: Österreich bei den Leichtathletik-Weltmeisterschaften
- 23. bis 30. Juli: Generali Open 2022/Qualifikation und Generali Open 2022
- 2. bis zum 7. August: CEV Beachvolleyball Nations Cup 2022 in Wien
- 11. bis 22. August: Österreich bei den European Championships
- 30. August bis 4. September: Ladies Open Vienna 2022
- 5. bis 10. September: NÖ Open 2022
- 5. Oktober: Bei der Verleihung der Auszeichnung Sportler des Jahres werden Anna Gasser und David Alaba zum dritten Mal ausgezeichnet. Mannschaft des Jahres wird FC Red Bull Salzburg, Trainerpersönlichkeit des Jahres Irene Fuhrmann. Aufsteiger des Jahres wird Johannes Strolz, als Sportler mit Behinderung werden Johannes Aigner und Veronika Aigner gewürdigt.[15]
- 22. bis 30. Oktober: Erste Bank Open 2022/Qualifikation und Erste Bank Open 2022
- Dezember 2022/Jänner 2023: Vierschanzentournee 2022/23

### Meisterschaften, Cups und Ligen
- Österreichische Fußballmeisterschaft 2021/22 und 2022/23
- Österreichische Fußball-Frauenmeisterschaft 2021/22 und 2022/23
- Österreichischer Frauen-Fußballcup 2021/22 und 2022/23
- Österreichischer Fußball-Cup 2021/22 und 2022/23
- Österreichische Handballmeisterschaft (Männer) 2021/22 und 2022/23
- Österreichische Handballmeisterschaft (Frauen) 2021/22 und 2022/23
- Österreichische Eishockey-Liga 2021/22 und 2022/23
- Alps Hockey League 2021/22 und 2022/23
- Austrian Football League 2022
- Austrian Football Division One 2022
- Österreichische Badminton-Bundesliga 2021/22 und 2022/23
- Ö Eishockeyliga 2021/22 und 2022/23

## Musik, Theater, Bühne
- 01. Jänner: Neujahrskonzert der Wiener Philharmoniker 2022
- 12. Februar: Protestsongcontest
- 29. April: Amadeus-Verleihung 2022[16]
- 13. Mai bis 18. Juni: Wiener Festwochen
- 16. Juni: Sommernachtskonzert der Wiener Philharmoniker
- 13. September: Verleihung des Österreichischen Musiktheaterpreises 2022
- 24. bis 26. Donauinselfest
- 13. November: Verleihung des Nestroy-Theaterpreises 2022
- Liste der Nummer-eins-Hits in Österreich (2022)

## Film
- 5. bis 10. April: Filmfestival Diagonale in Graz[17]
- 23. April: Romyverleihung 2022
- 27. April bis 2. Mai: Filmfestival Crossing Europe in Linz[18]
- 5. bis 7. Mai: Slash ½ Filmfestival in Wien
- 25. bis 30. Mai: Vienna Shorts
- 30. Juni: 12. Verleihung des Österreichischen Filmpreises in Grafenegg[19]
- Film Festival auf dem Wiener Rathausplatz
- 22. bis 28. August: Filmfestival Kitzbühel
- 16. September: Verleihung der Akademiepreise der Romyverleihung 2022 im Wiener Gartenbaukino
- 22. September bis 2. Oktober: Slash Filmfestival in Wien
- Alpinale
- 20. Oktober bis 1. November: Viennale
- 1. bis 11. Dezember: This Human World Filmfestival

### Kinostarts österreichischer Produktionen
| Datum         | Filmtitel                                | Kinobesucher |
| ------------- | ---------------------------------------- | ------------ |
| 21. Jänner    | Moneyboys                                | 2735         |
| 18. März      | Häschenschule 2 – Der große Eierklau     | 108755       |
| 24. März      | Rotzbub                                  | 99635        |
| 31. März      | Peterchens Mondfahrt                     | 9754         |
| 8. April      | Rimini                                   | 18053        |
| 12. April     | Masking Threshold                        |              |
| 14. April     | Geschichten vom Franz                    | 85700        |
| 22. April     | Bauer und Bobo                           | 28822        |
| 22. April     | Luzifer                                  | 1147         |
| 29. April     | Dinner für Acht                          |              |
| 6. Mai        | Taktik                                   | 1153         |
| 6. Mai        | Der Onkel – The Hawk                     | 20382        |
| 3. Juni       | Alle für Uma                             | 330          |
| 7. Juli       | Corsage                                  | 53628        |
| 19. August    | Märzengrund                              | 35460        |
| 9. September  | Sonne                                    | 5380         |
| 16. September | Rubikon                                  | 5086         |
| 23. September | Für die Vielen – Die Arbeiterkammer Wien | 4645         |
| 6. Oktober    | Love Machine 2                           | 43703        |
| 28. Oktober   | Eismayer                                 | 26486        |
| 4. November   | Mutzenbacher                             | 3945         |
| 25. November  | Breaking the Ice                         | 2963         |
| 2. Dezember   | Schächten                                | 3049         |
| 2. Dezember   | Serviam – Ich will dienen                | 608          |

## Gedenktage
- 01. Jänner: Vor 100 Jahren tritt das Trennungsgesetz der beiden Bundesländer Wien und Niederösterreich in Kraft.[23]
- 21. Jänner: 150. Todestag des Schriftstellers Franz Grillparzer
- 13. Februar: Vor 100 Jahren wird der Schauspieler, Drehbuchautor und Regisseur Otto Tausig geboren.
- 1. April: 100. Todestag von Karl I., Kaiser von Österreich
- 13. April: Vor 150 Jahren wird der Schriftsteller Alexander Roda Roda geboren.
- 28. Mai: 150. Todestag von Sophie Friederike von Bayern, Erzherzogin von Österreich
- 18. Juni: 250. Todestag des Mediziners Gerard van Swieten
- 29. Juni: Vor 100 Jahren wird der Zeichner Paul Flora geboren.
- Juli: Vor 150 Jahren startet die Österreichisch-Ungarische Nordpolexpedition unter der Leitung von Carl Weyprecht und Julius Payer.
- 18. Juli: Vor 100 Jahren wird der Komponist, Sänger und Kabarettist Georg Kreisler geboren.
- 20. Juli: Vor 200 Jahren wird der Naturforscher Gregor Mendel, Entdecker der nach ihm benannten Mendelschen Regeln, geboren.
- August: Vor 20 Jahren ereignet sich eine Flutkatastrophe in Österreich.
- 18. August: Vor 150 Jahren wird der Schriftsteller und Drehbuchautor Hugo Bettauer geboren
- 7. September: Vor 20 Jahren findet die Knittelfelder FPÖ-Versammlung 2002 statt.
- 15. Oktober: Vor 150 Jahren wird der spätere Bundespräsident Wilhelm Miklas geboren.
- 15. Oktober: Vor 150 Jahren wird die Universität für Bodenkultur Wien als k. k. Hochschule für Bodencultur eröffnet.[24]
- 23. Oktober: Vor 100 Jahren wird der Komponist, Autor, Musiker und Kabarettist Gerhard Bronner geboren.
- 13. November: Vor 100 Jahren wird der Schauspieler Oskar Werner geboren
- 14. November: 100. Todestag des Komponisten Carl Michael Ziehrer
- Vor 400 Jahren wird die Universität Salzburg gegründet.

## Auswahl bekannter Verstorbener

### Jänner
- 02. Jänner: Eugen Bartmer, Maschinenschlosser und Schriftsteller
- 02. Jänner: Karl Homole, Bezirksvorsteher des 18. Wiener Gemeindebezirks Währing
- 08. Jänner: Manfred Srb, Politiker
- 09. Jänner: Alex Samyi, Künstler und Museumskurator
- 10. Jänner: Alfred Gager, Fußballspieler
- 10. Jänner: Friedrich Kurrent, Architekt und Autor
- 15. Jänner: Peter Potye, Zeitzeuge
- 16. Jänner: Reinhard Burits, Fußballspieler
- 18. Jänner: Helmut Elsner, Manager
- 19. Jänner: Elmar Fischer, Bischof
- 19. Jänner: Josef Griesser, Schauspieler
- 20. Jänner: Karl Kaspar Trikolidis, Dirigent
- 25. Jänner: Maximilian Liebmann, Theologe und Kirchenhistoriker
- 26. Jänner: Ernst Stankovski, Schauspieler
- 27. Jänner: Karl Spiehs, Filmproduzent
- 28. Jänner: Brigitte Kowanz, Künstlerin
- 31. Jänner: Burkhard Ellegast, Ordensgeistlicher und Abt

### Februar
- 01. Februar: Georg Essl III., Unternehmer und Erfinder
- 01. Februar: Walter Barylli, Violinist
- 03. Februar: Fritz Schwab jun. Fußballfunktionär
- 06. Februar: Richard Nimmerrichter: Journalist
- 06. Februar: Herbert Thalhammer, Politiker
- 07. Februar: Gustav Ortner, Diplomat
- 08. Februar: Gerhard Roth, Schriftsteller
- 09. Februar: Reinhard Schwabenitzky, Film- und Fernsehregisseur
- 10. Februar: Albert Höfer, Theologe, Religionspädagoge, Priester und Psychotherapeut
- 13. Februar: Ferdinand Hueter. Politiker
- 16. Februar: Toni Stricker, Komponist und Geiger
- 16. Februar: Ronnie Leitgeb, Tennistrainer und -funktionär
- 20. Februar: Reinhard Pitsch, Linksextremist und Entführer
- 25. Februar: Eleonore Schönborn, Politikerin
- 28. Februar: Hans Menasse, Fußballspieler

### März
- 01. März: Alfred Mayer, Politiker und Vereinsfunktionär
- 01. März: Otto Potsch, Künstler
- 02. März: Rubina Möhring, Publizistin und NGO-Funktionärin
- 03. März: Josef Bauer, Künstler
- 03. März: Christian Futterknecht, Schauspieler
- 04. März: Wilhelm Huberts, Fußballspieler
- 06. März: Hans-Dieter Roser, Historiker, Germanist, Musik- und Theaterwissenschaftler, Dramaturg sowie Disponent
- 08. März: Maria Dorothea Simon, Sozialwissenschaftlerin
- 08. März: René Clemencic, Komponist, Musiker und Musikwissenschafter
- 08. März: Sigi Bergmann, Sportreporter
- 13. März: Erhard Busek, Politiker
- 18. März: Alfons Dirnberger, Fußballspieler
- 21. März: Hubert Taferner, Architekt und Grafiker
- 22. März: John Bunzl, Politikwissenschafter
- 22. März: Oskar Höfinger, Bildhauer, Maler und Zeichner
- 23. März: Josef Ramaseder, Konzeptkünstler, Maler und Kurator
- 23. März: Josef Taucher, Maler, Bildhauer und Grafiker
- 27. März: Ferdinand Weiss, Komponist
- 29. März: Fritz Paschke, Elektrotechniker
- 29. März: Otto Milfait, Heimatforscher

### April
- 01. April: Gerhard Woeginger, Informatiker
- 07. April: Hellmuth Matiasek, Regisseur und Intendant
- 08. April: Mimi Reinhardt, Sekretärin und Holocaust-Überlebende
- 09. April: Georg Wildmann, Hochschullehrer, Verbandsfunktionär und Autor
- 11. April: Karl Kaser, Osteuropahistoriker
- 14. April: Ignaz Bruckner, Politiker
- 18. April: Hermann Nitsch, Künstler
- 21. April: Renate Holm, Opernsängerin und Schauspielerin
- 24. April: Willi Resetarits, Sänger und Menschenrechtsaktivist
- 24. April: Gerhard Track, Komponist, Chorleiter und Hochschullehrer

### Mai
- 02. Mai: Siegfried Gasser, Politiker
- 03. Mai: Josef Fröwis, Sportschütze
- 09. Mai: Utz Podzeit, Indologe und Universitätsdozent
- 12. Mai: Günther Ziesel, Journalist und Fernsehmoderator
- 13. Mai: Rosemarie von Trapp, Sängerin
- 18. Mai: Thomas Resetarits, Bildhauer

### Juni
- 03. Juni: Engelbert Washietl, Journalist
- 04. Juni: Frank Hoffmann, Schauspieler
- 06. Juni: Meinrad Mayrhofer, Bildhauer und Maler
- 08. Juni: Liv Sprenger, Politikerin
- 08. Juni: Wolfgang Reisinger, Schlagzeuger
- 12. Juni: Heidi Horten, Kaufhauserbin, Mäzenin, Kunstsammlerin
- 13. Juni: Theresia Haidlmayr, Politikerin
- 14. Juni: Hermann Fillitz, Kunsthistoriker
- 20. Juni: Kurt Equiluz, Kammersänger
- 20. Juni: Stefan Geosits, Theologe, Schriftsteller und Übersetzer
- 25. Juni: Dietmar Streitler, Ringer
- 26. Juni: Hans Hollmann, Regisseur

### Juli
- 01. Juli: Zoltan Paul, Schauspieler, Regisseur und Musiker
- 09. Juli: Rudolf Schasching, Opernsänger
- 13. Juli: Sixtus Lanner, Politiker
- 16. Juli:	Herbert W. Franke, Schriftsteller
- 20. Juli:	Walter Fremuth, Manager
- 20. Juli:	Alice Harnoncourt, Violinistin
- 22. Juli:	Stefan Soltész, Dirigent
- 24. Juli:	Lotte Ingrisch, Schriftstellerin, Theater- und Hörspielautorin
- 24. Juli: Gerald Nagler, Unternehmer und Menschenrechtler
- 30. Juli: Jad Turjman, Schriftsteller

### August
- 02. August (Bekanntgabe): Eckhard Schneider,  Kunsthistoriker und Museumsleiter, Direktor des Kunsthaus Bregenz (2000–2008)
- 05. August: Robert Zweiker, Internist, Kardiologe und Intensivmediziner
- 06. August: Lothar Knessl, Musikjournalist, Komponist und Kurator
- 07. August: Gerd Kaminski, Rechtswissenschaftler und Sinologe
- 11. August: Rudolf Prinz, Politiker
- 12. August: Johann Scheiblhofer, Winzer
- 12. August: Leopold Prucha, Politiker
- 18. August: Michael Mitterauer, Wirtschafts- und Sozialhistoriker
- 19. August: Hermann Reichl, Politiker
- 19. August: Egon Pajenk, Fußballspieler
- 25. August: Kurt Gottfried, Physiker
- 27. August: Edda Seidl-Reiter, Textilkünstlerin und Malerin
- 27. August: Friedrich Tenkrat, Schriftsteller
- 29. August: Bernd Michael Rode, Chemiker

### September
- 01. September: Karl Sillaber, Architekt
- 05. September:	Gottfried Kumpf, Maler, Graphiker und Bildhauer
- 05. September: Adalbert H. Lhota, Manager und Honorarkonsul
- 10. September: Herbert Walzl, Schauspieler, Regisseur und Bühnenautor
- 15. September: Alois Roppert, Politiker
- 17. September: Iris Murray, Springreiterin und -trainerin
- 19. September: Florian Pedarnig, Komponist
- 26. September: Christian Hummer, Keyboarder
- 27. September: Kurt Binder, Physiker
- 28. September: Oliver Gattringer, Schlagzeuger

### Oktober
- 03. Oktober: Gerhard Vogel, Sozial- und Wirtschaftswissenschaftler
- 03. Oktober: Franz Nikolasch, Theologe
- 03. Oktober: Peter P. Hopfinger, Journalist und Autor
- 03. Oktober: Johann Müllner, Politiker
- 06. Oktober: Günter Vetter, Politiker und Unternehmer
- 06. Oktober: Heinrich Klier, Schriftsteller und Alpinist
- 09. Oktober: Isolde Maria Joham,  Malerin und Glaskünstlerin
- 13. Oktober: Hans Schafranek, Historiker und Publizist
- 14. Oktober: Rudolf Schönwald, Maler, Grafiker, Karikaturist und Zeichner
- 17. Oktober: Peter Polleruhs, Politiker
- 19. Oktober: Kassian Lauterer, Theologe, Alt-Abt von Wettingen-Mehrerau
- 21. Oktober: Helmut Moritz, Geodät
- 22. Oktober: Dietrich Mateschitz, Unternehmer und Mäzen
- 25. Oktober: Georg Grabherr, Ökologe und Naturschützer
- 25. Oktober: Helmuth Horvath, Physiker
- 28. Oktober: Petrus Hübner, Geistlicher
- 29. Oktober: Josef Rattner, Psychotherapeut
- 30. Oktober: Helmuth Vavra, Kabarettist und Autor

### November
- 04. November: Alois Reicht, Politiker
- 07. November: Cornelius Kolig, Maler, Bildhauer, Installations- und Objektkünstler
- 08. November: Grete Schurz, Frauenrechtlerin
- 13. November: Johanna Priglinger, Politikerin
- 16. November: Gerhard Rodax, Fußballspieler
- 18. November: Rudi Wilfer, Jazzpianist
- 24. November: Werner Matt, Koch
- 24. November: Johann Strutz, Komparatist, Literaturtheoretiker und Übersetzer
- 28. November: Gabriele Lechner, Opernsängerin
- 29. November: Edmund Freibauer, Politiker
- 30. November: Christiane Hörbiger, Schauspielerin
- 30. November: Friedrich Zauner, Schriftsteller

### Dezember
- 04. Dezember: Karl Merkatz, Schauspieler
- 12. Dezember: Josef Schagerl junior, Bildhauer
- 13. Dezember: Ludwig Hoffmann-Rumerstein, Großkomtur des Malteserordens
- 14. Dezember: Sybil Gräfin Schönfeldt, Schriftstellerin und Journalistin
- 14. Dezember: Franz Kurzreiter, Politiker
- 18. Dezember: Gerhard Larcher, Theologe
- 23. Dezember: Adi Übleis, Trabrennfahrer
- 25. Dezember: Hans Muhr, Bildhauer
- 26. Dezember: Horst Ebenhöh, Komponist und Musikerzieher
- 30. Dezember: Walter Holzinger, Bautechniker, Bildhauer, Maler und Kulturwissenschaftler

### Galerie der Verstorbenen

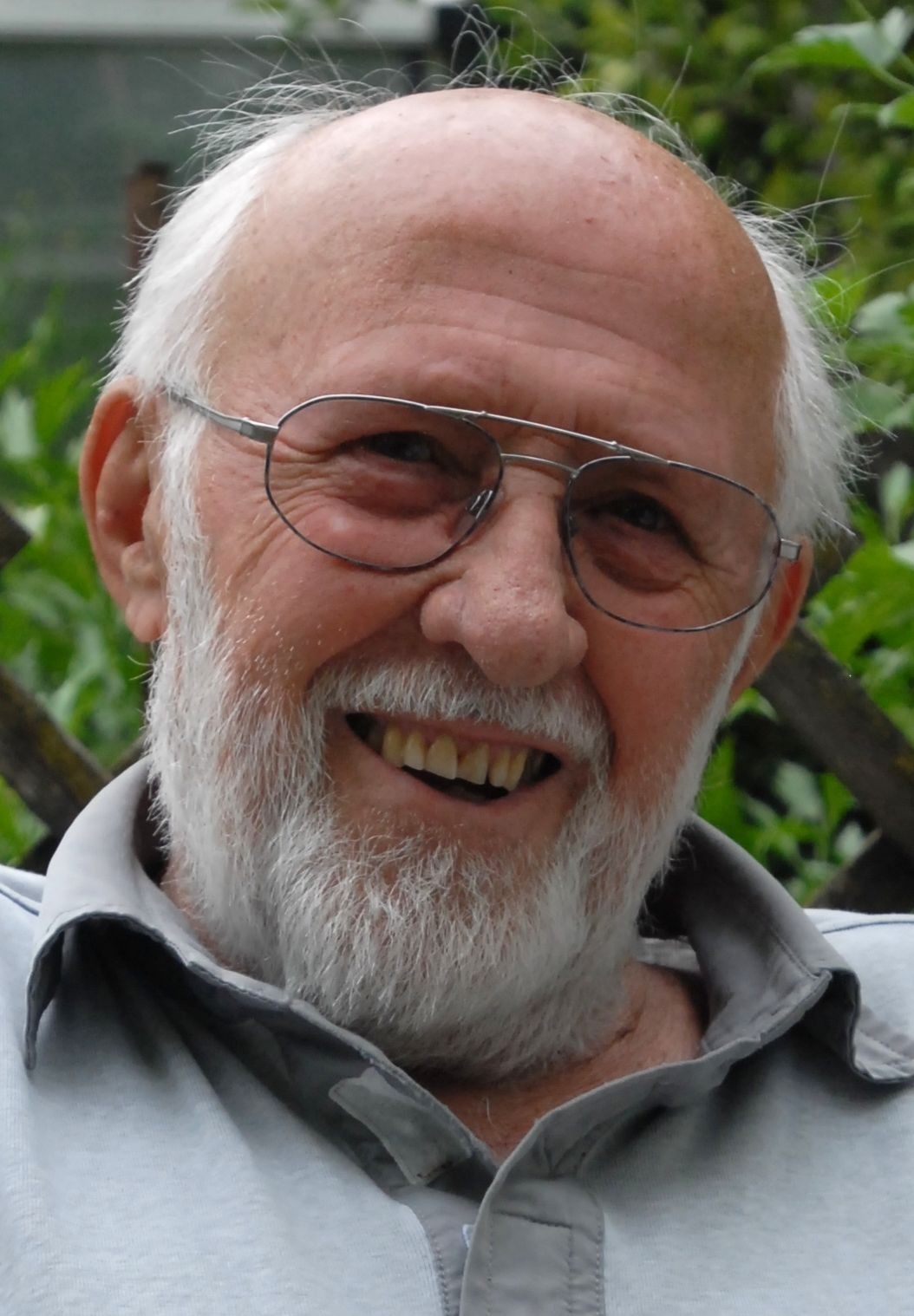
15. Jänner: Peter Potye
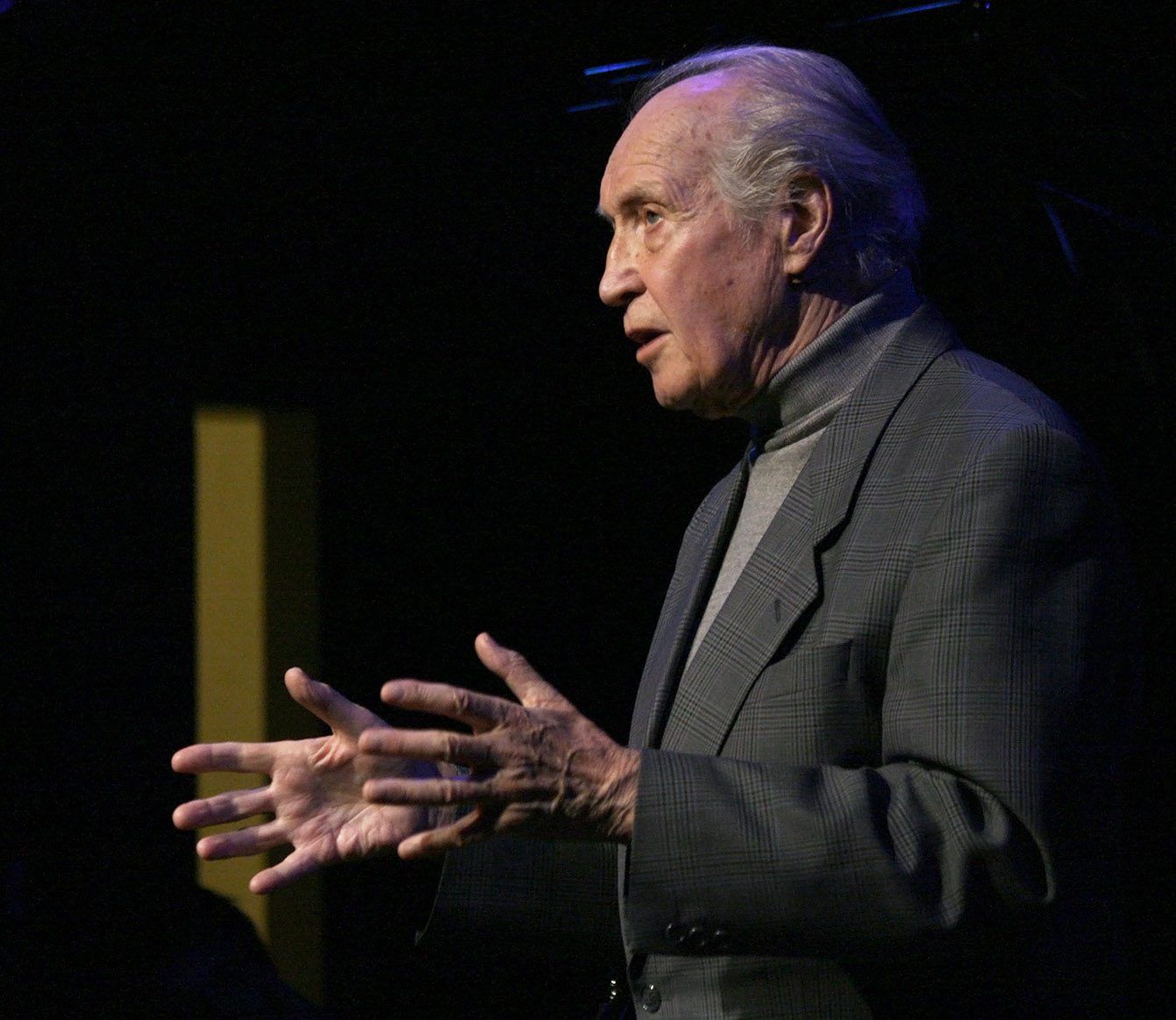
26. Jänner: Ernst Stankovski
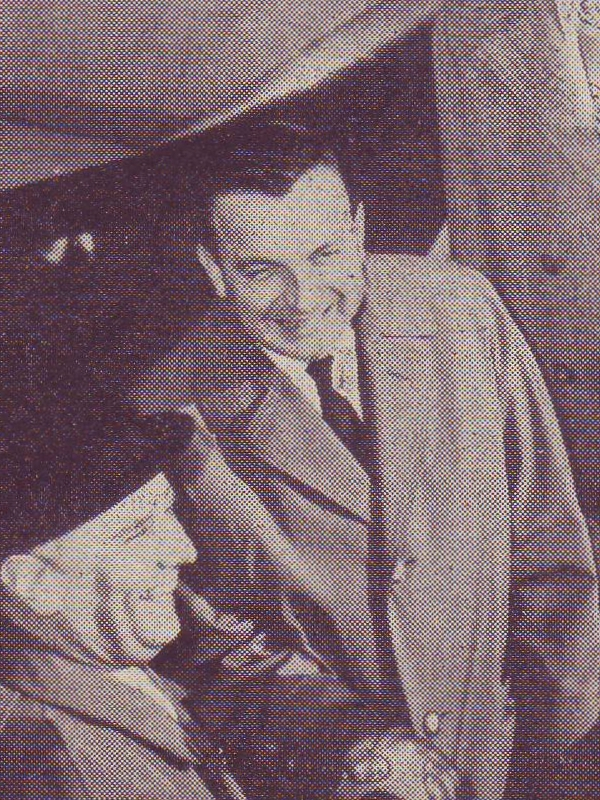
1. Februar: Walter Barylli
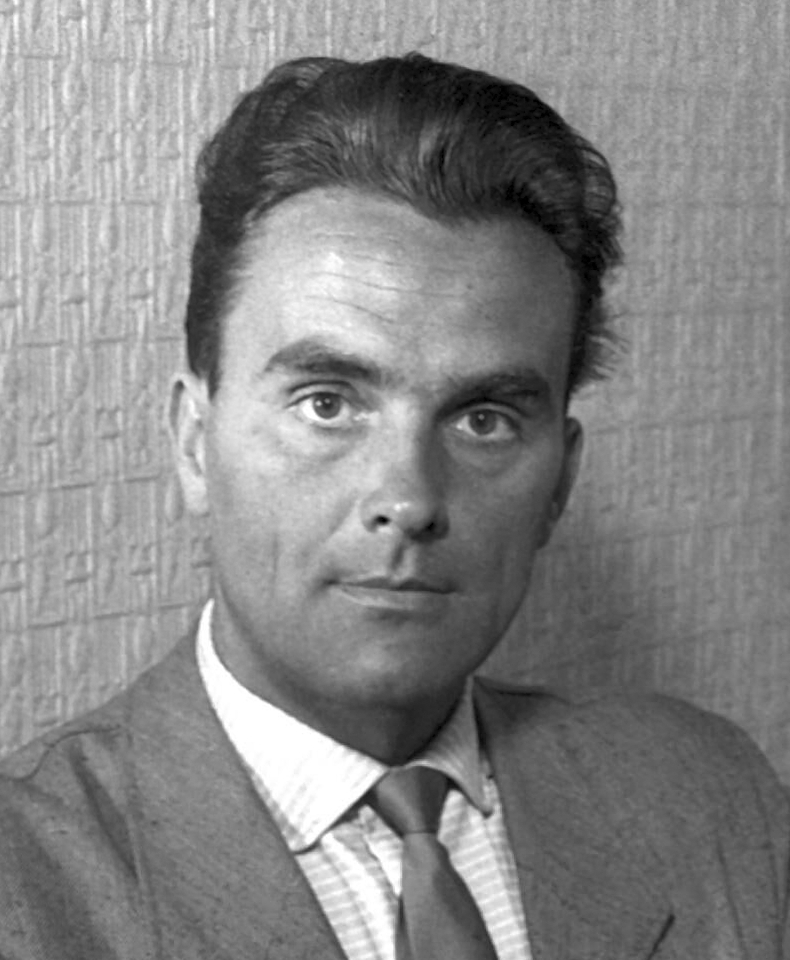
6. Februar: Richard Nimmerrichter
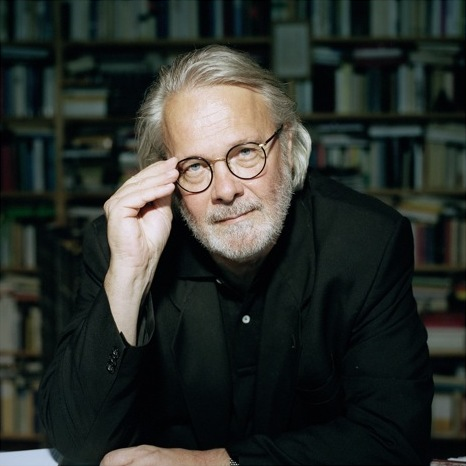
8. Februar: Gerhard Roth
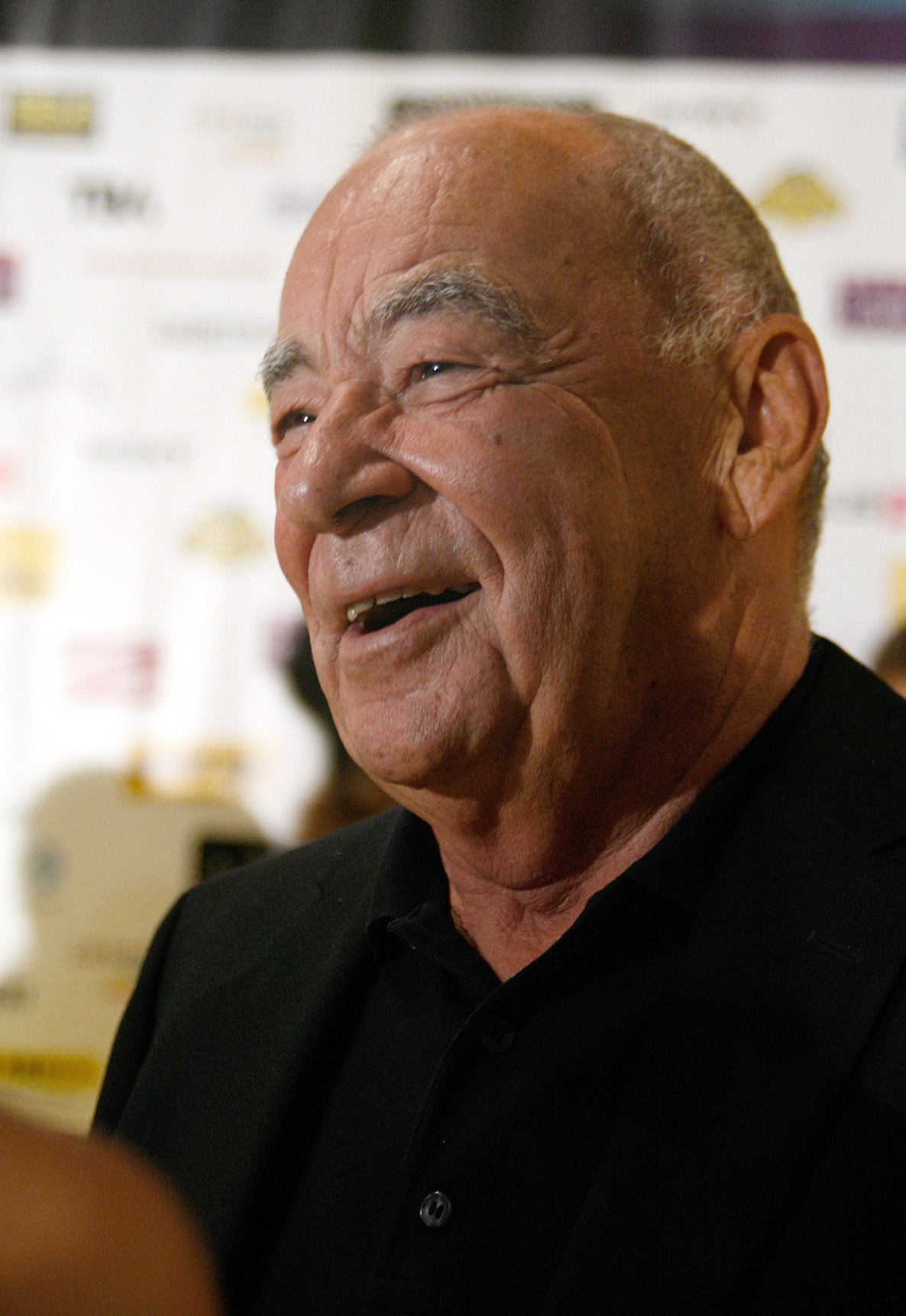
16. Februar: Toni Stricker
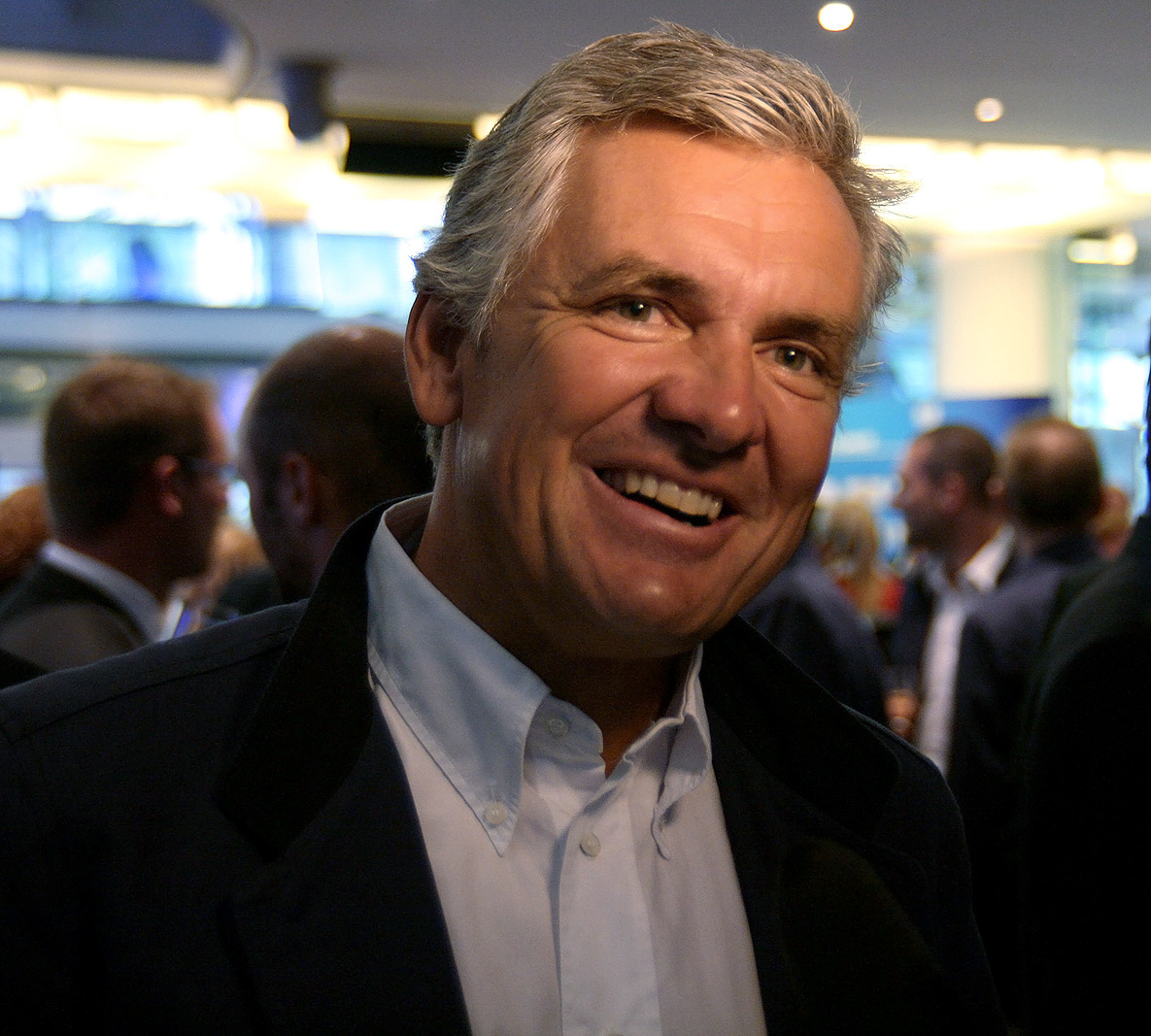
16. Februar: Ronnie Leitgeb
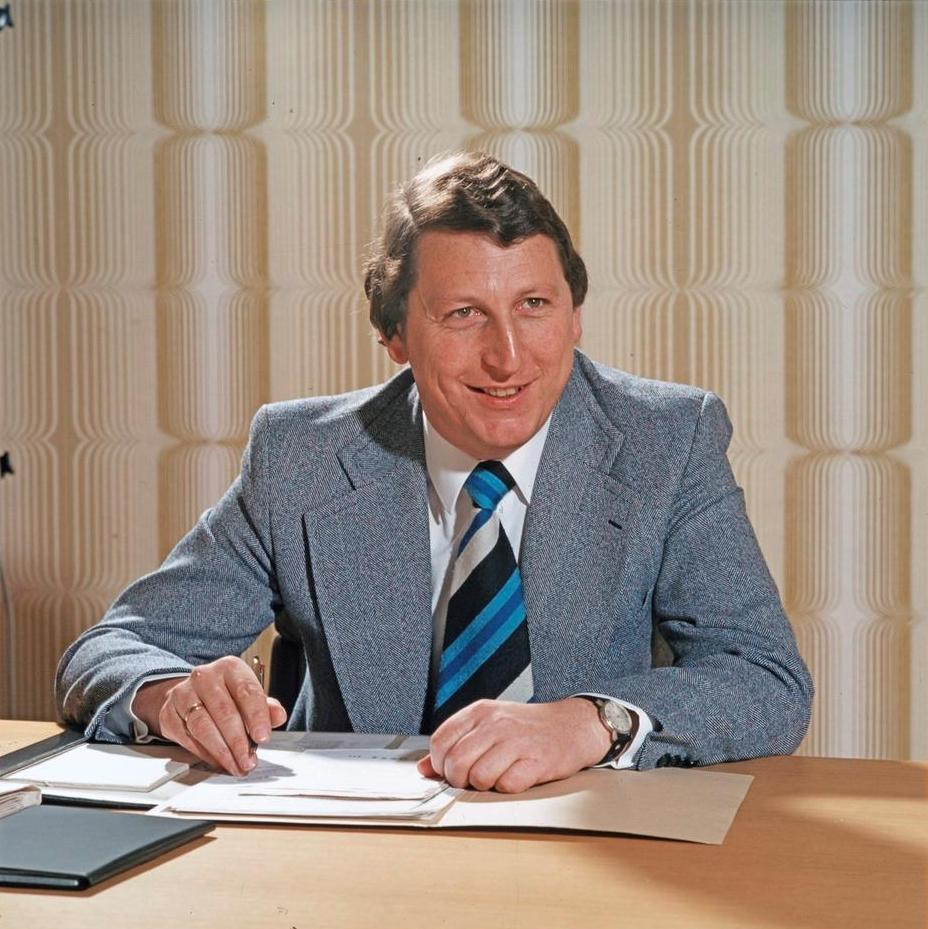
1. März: Alfred Mayer
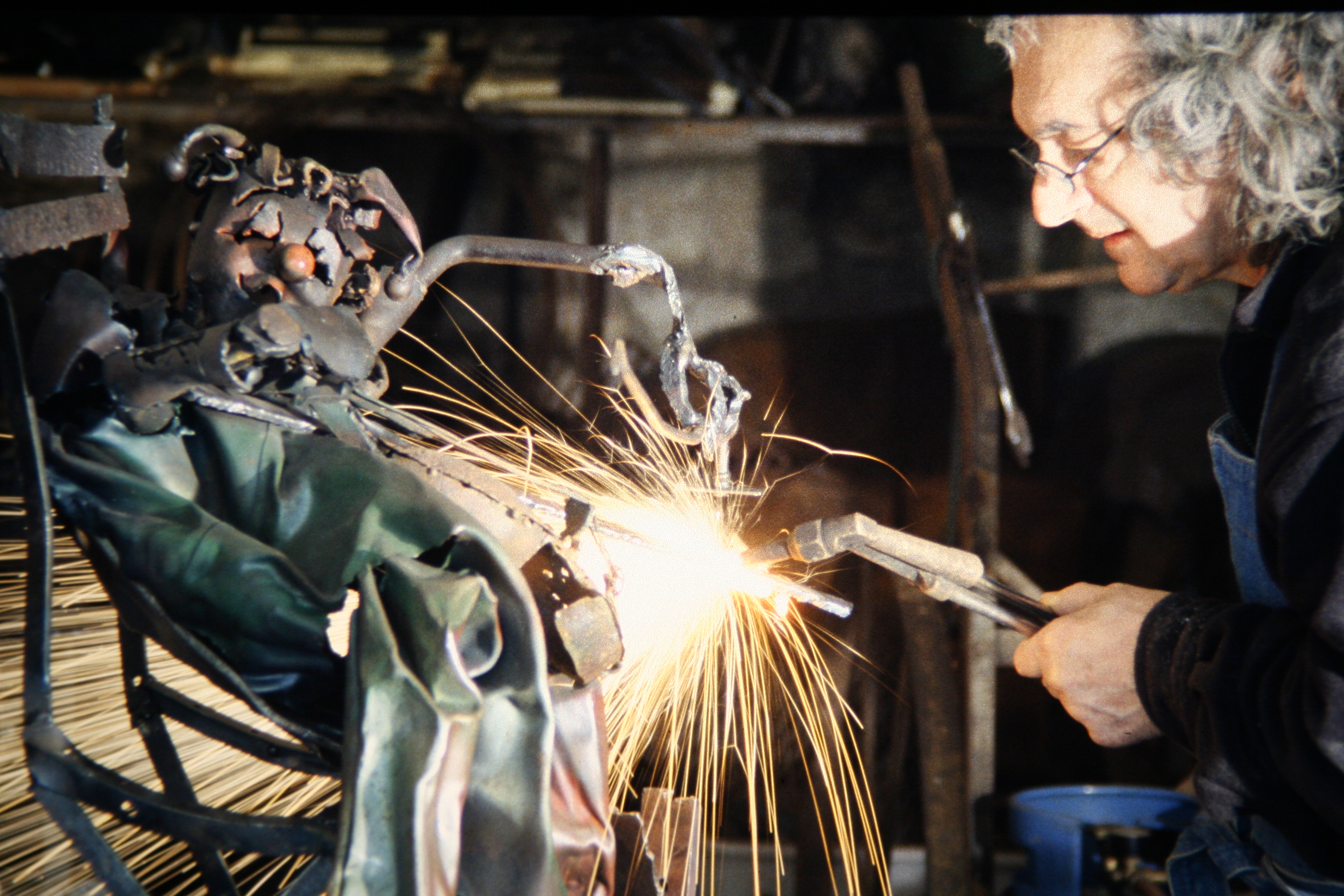
1. März: Otto Potsch
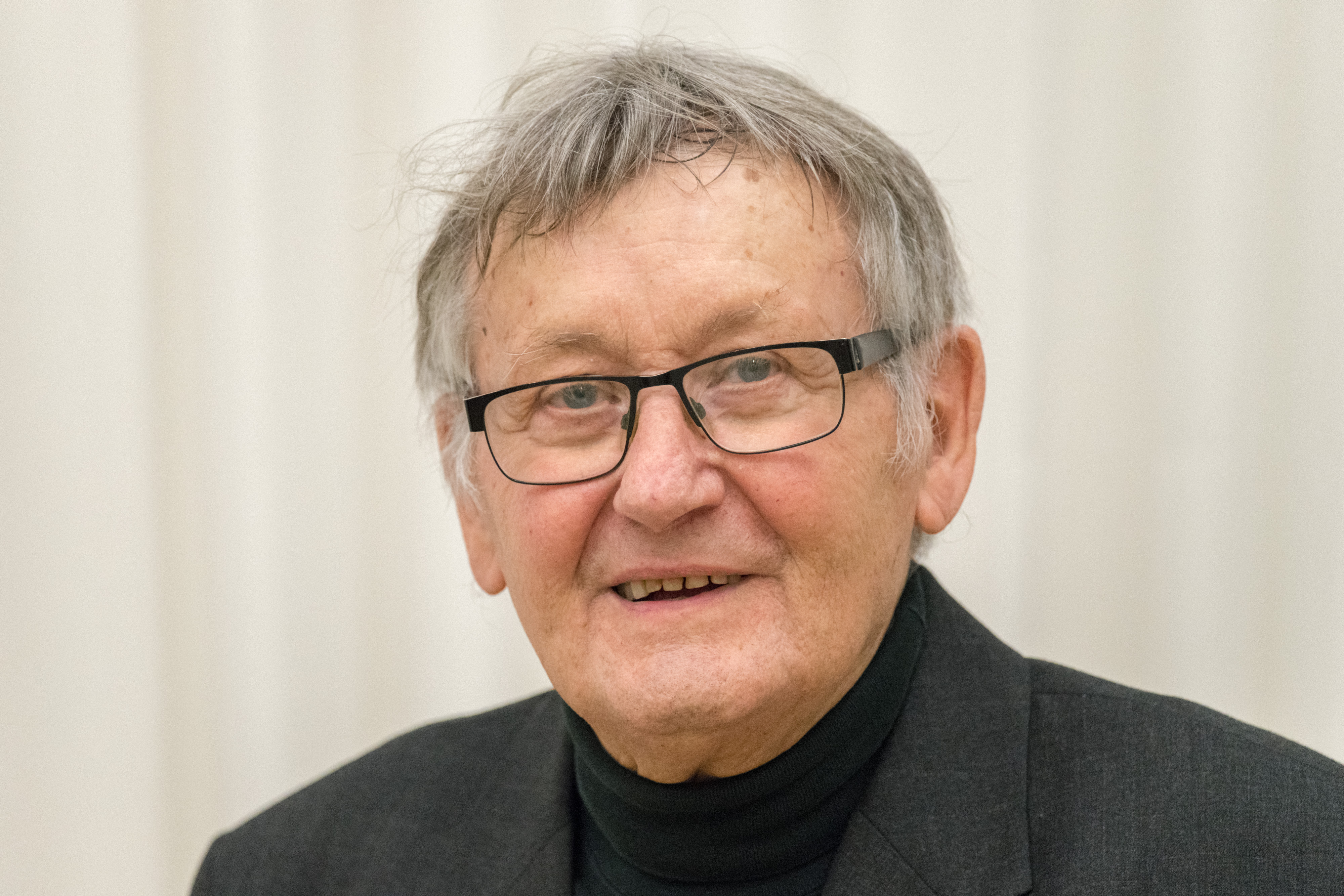
3. März: Josef Bauer
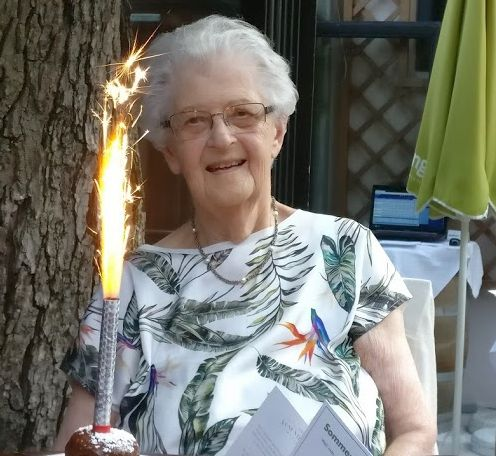
8. März: Maria Dorothea Simon
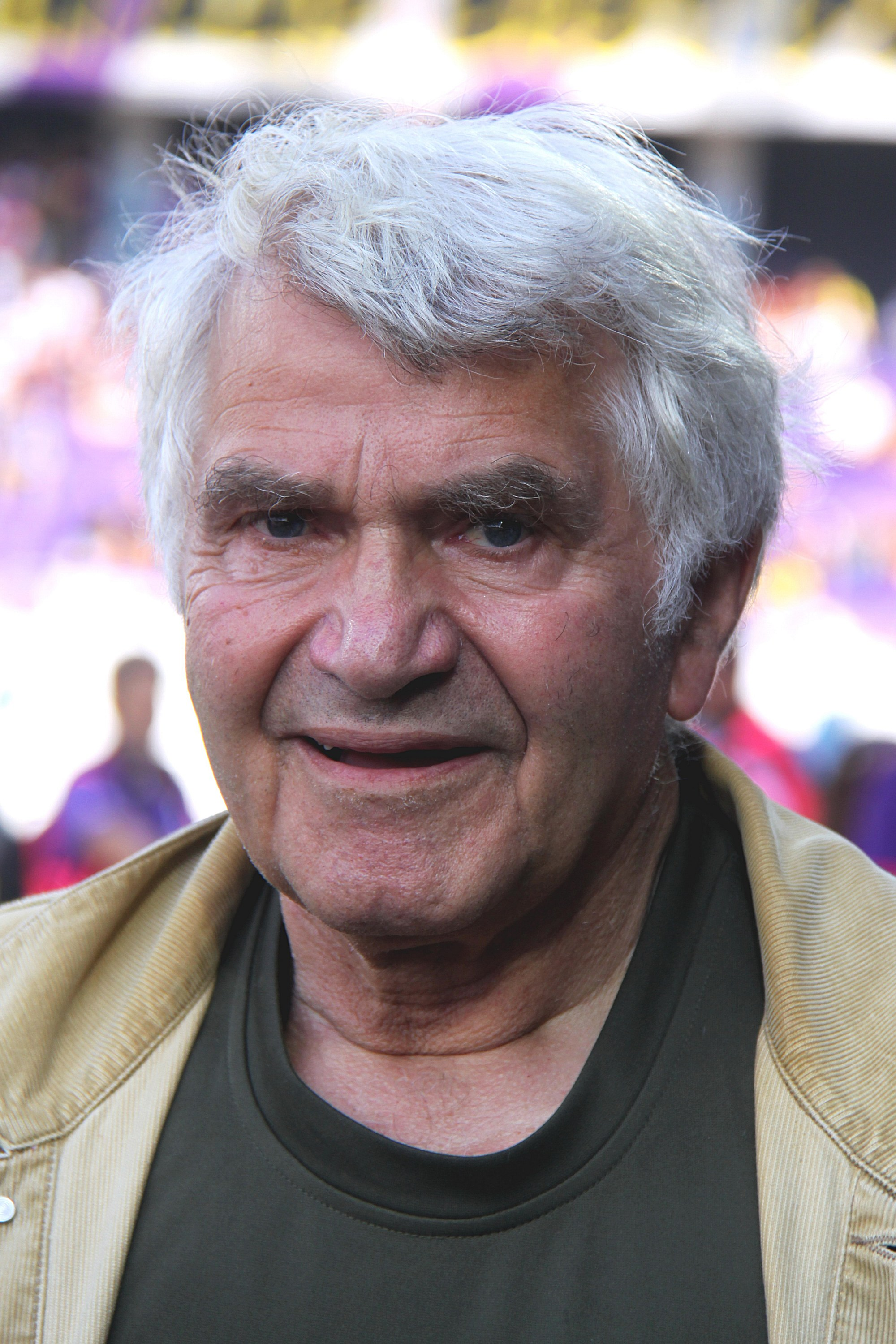
8. März: Sigi Bergmann
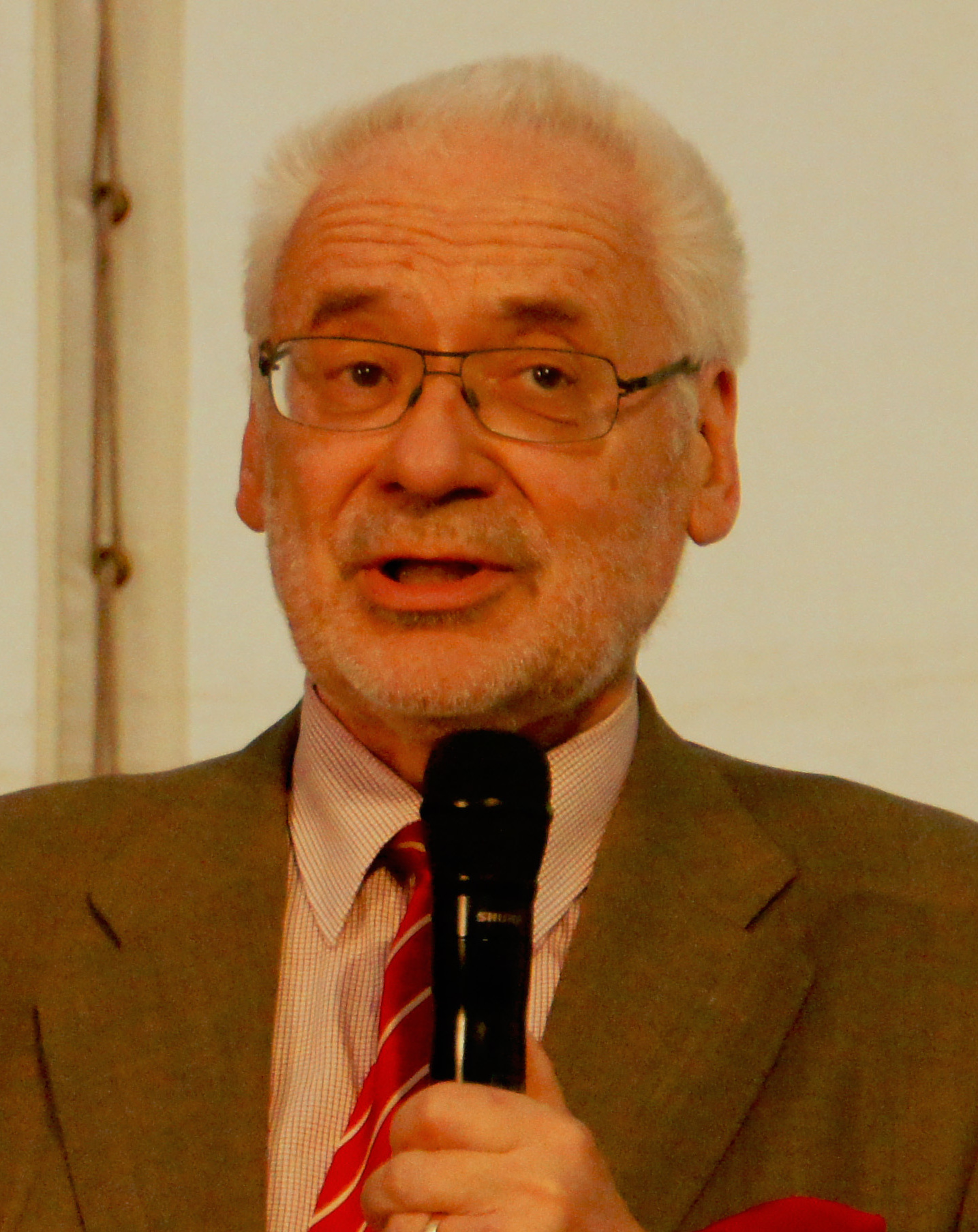
13. März: Erhard Busek
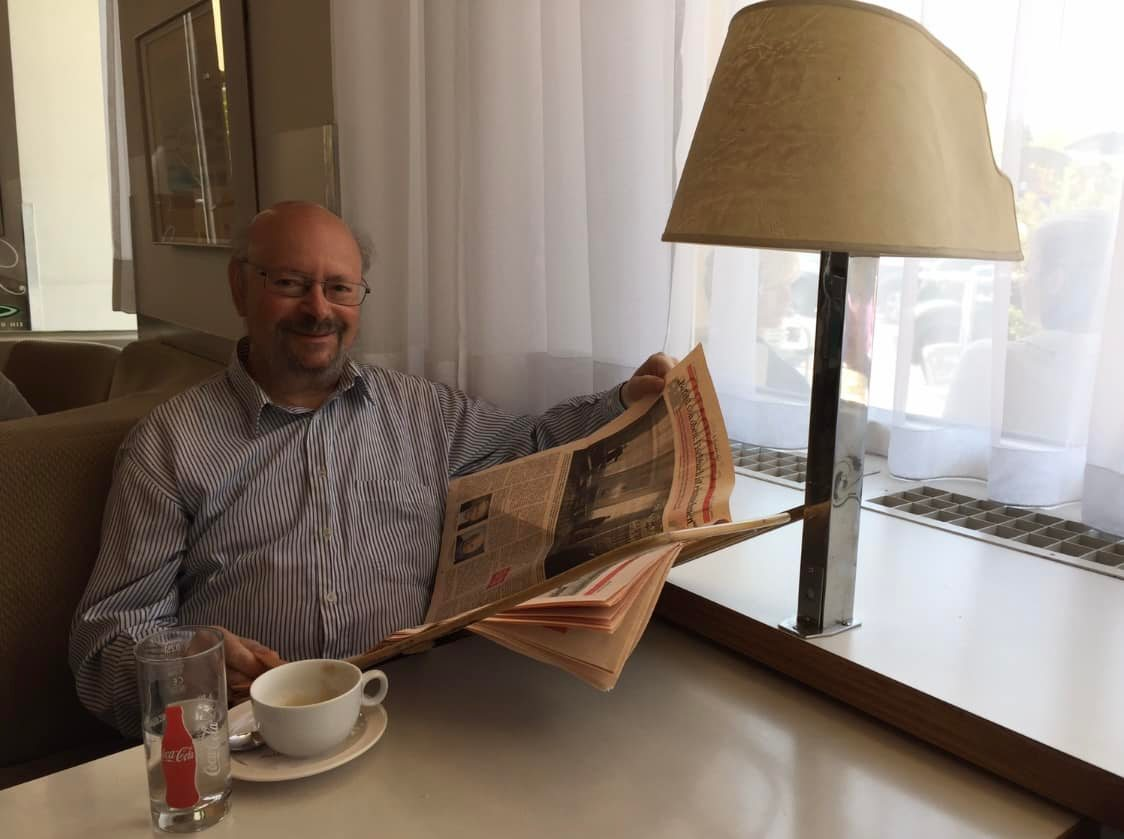
22. März: John Bunzl
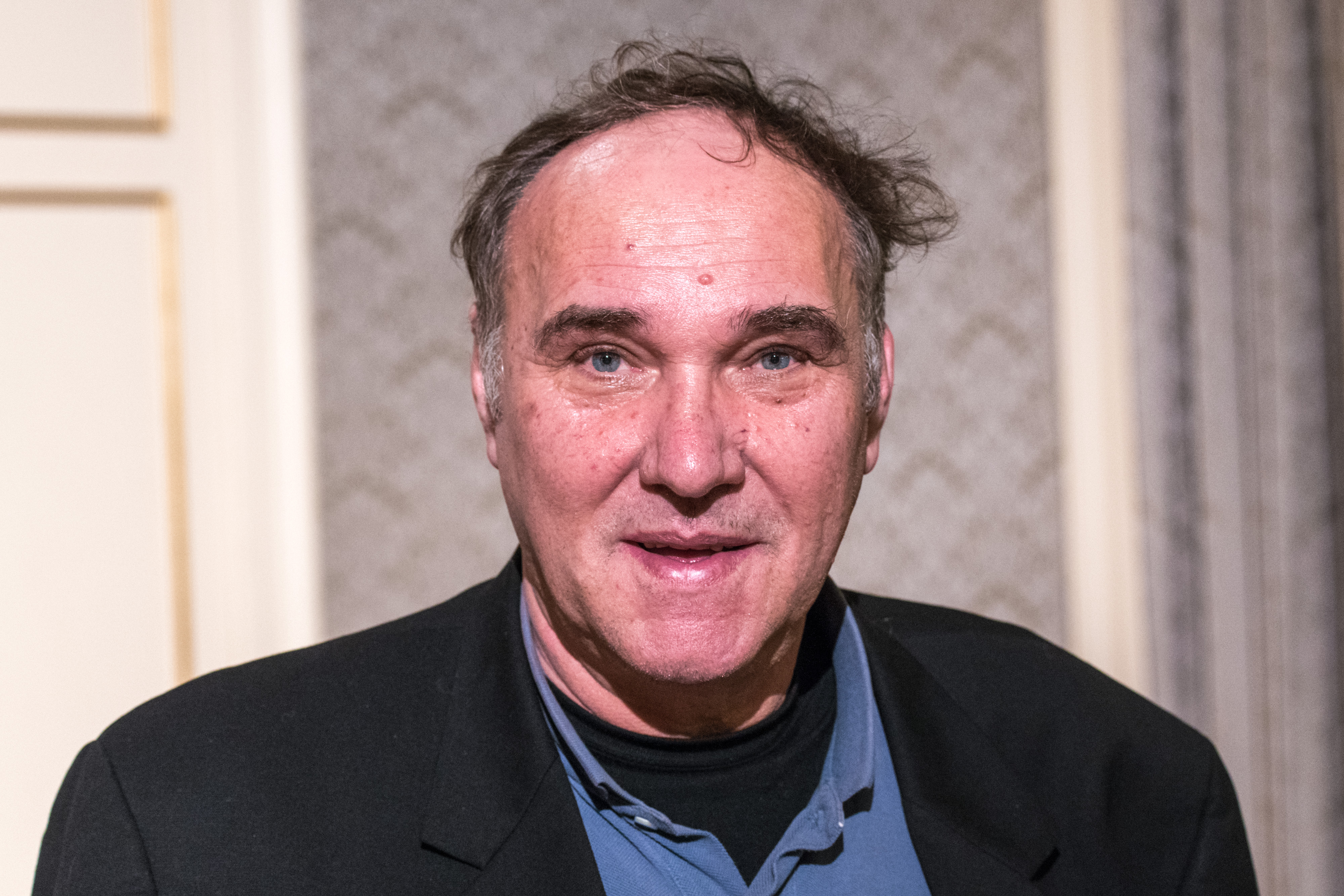
23. März: Josef Ramaseder
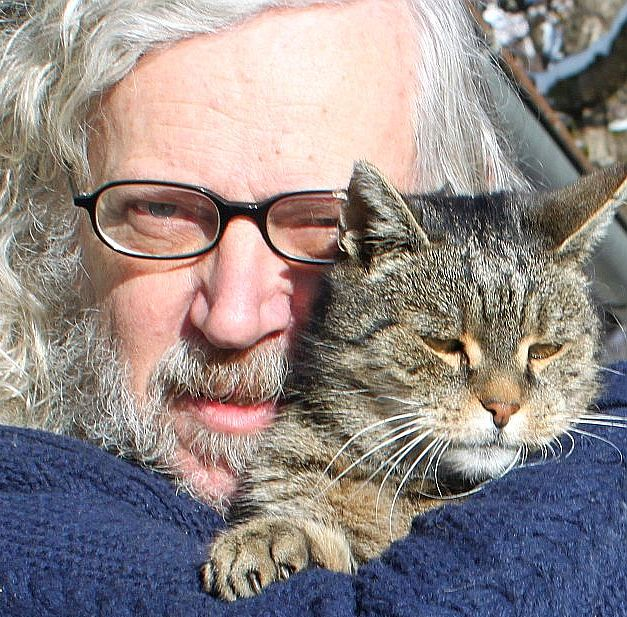
23. März: Josef Taucher
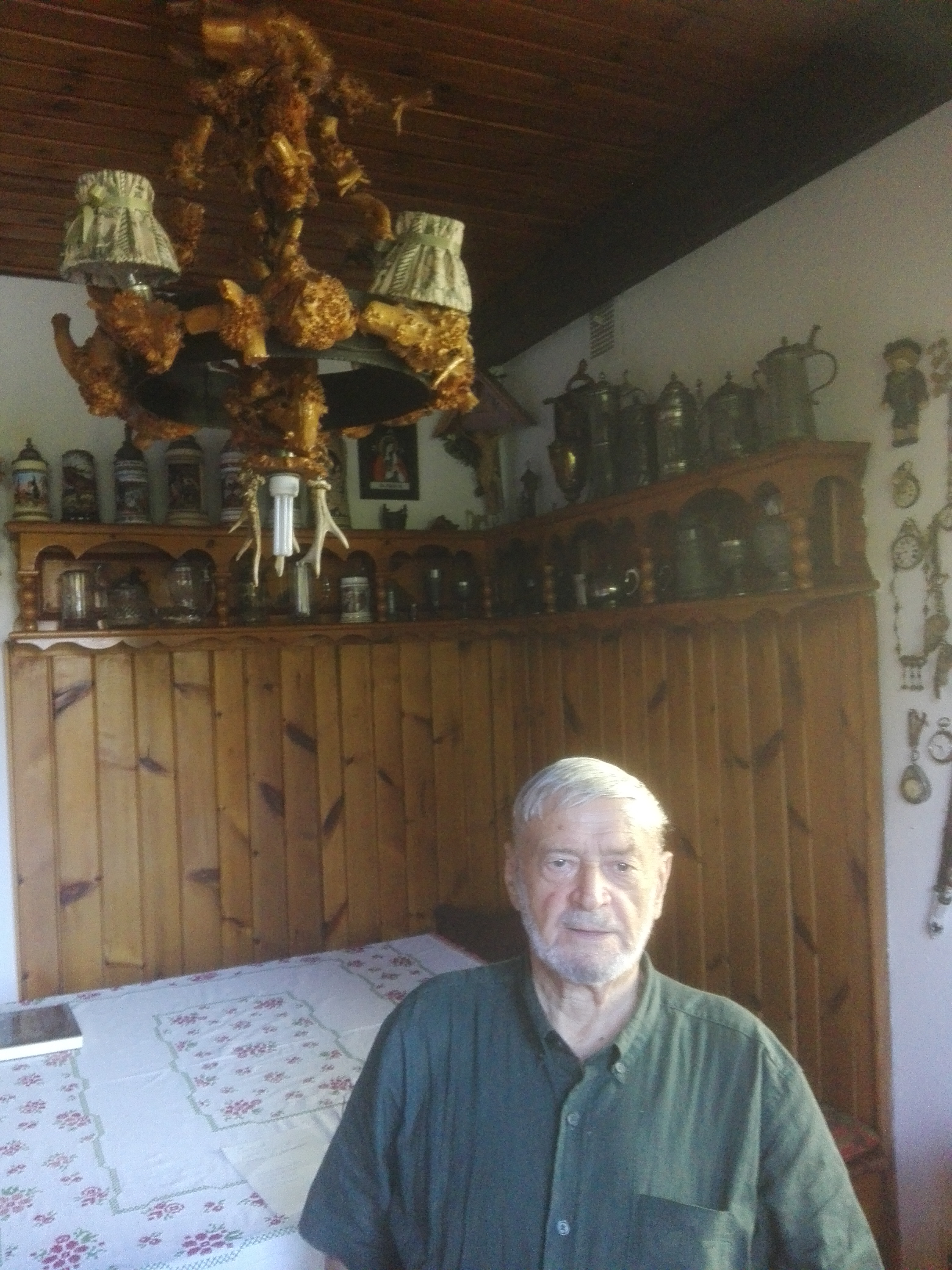
29. März: Otto Milfait
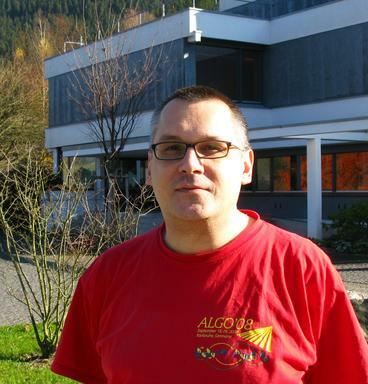
1. April: Gerhard Woeginger
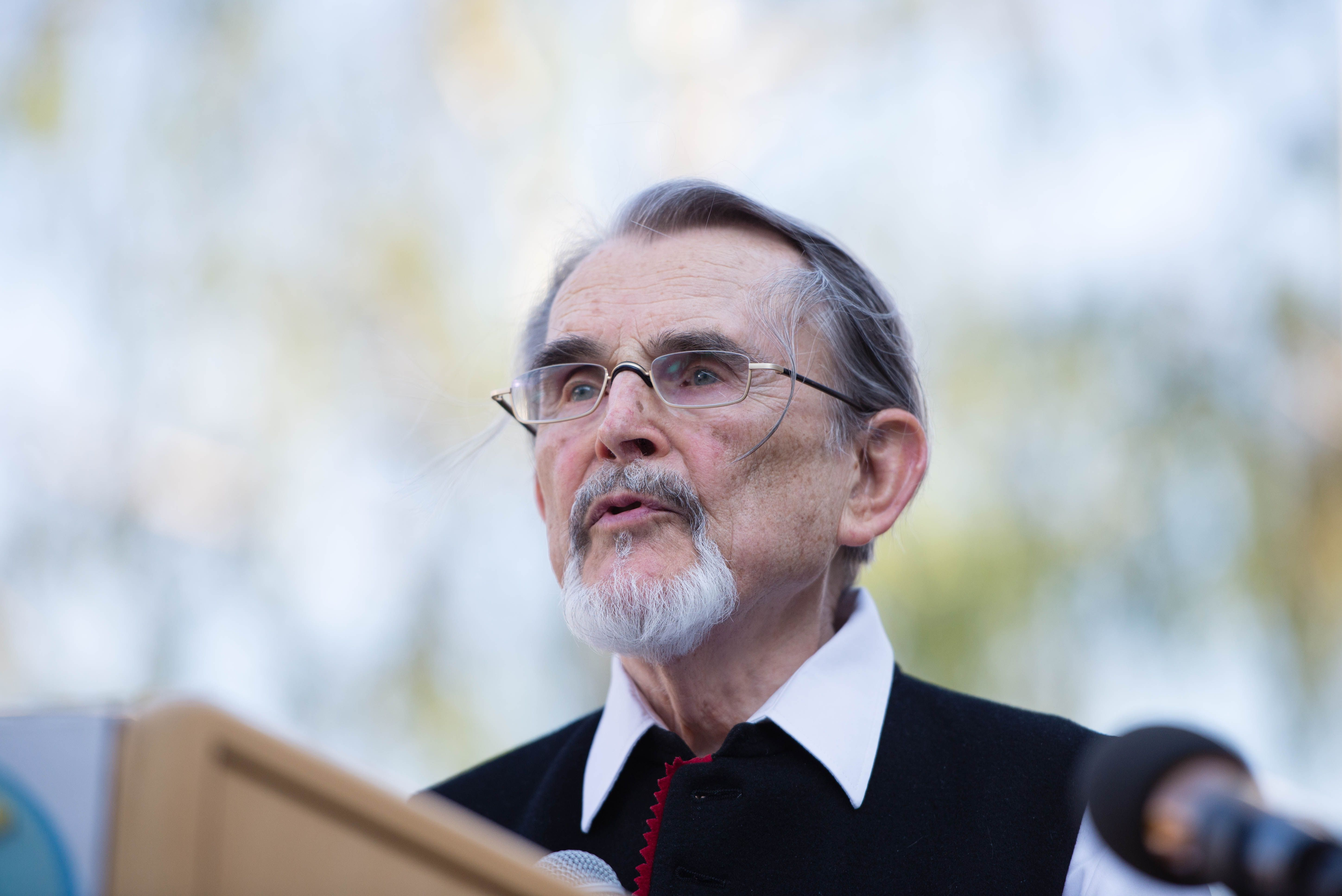
9. April: Georg Wildmann
18. April: Hermann Nitsch
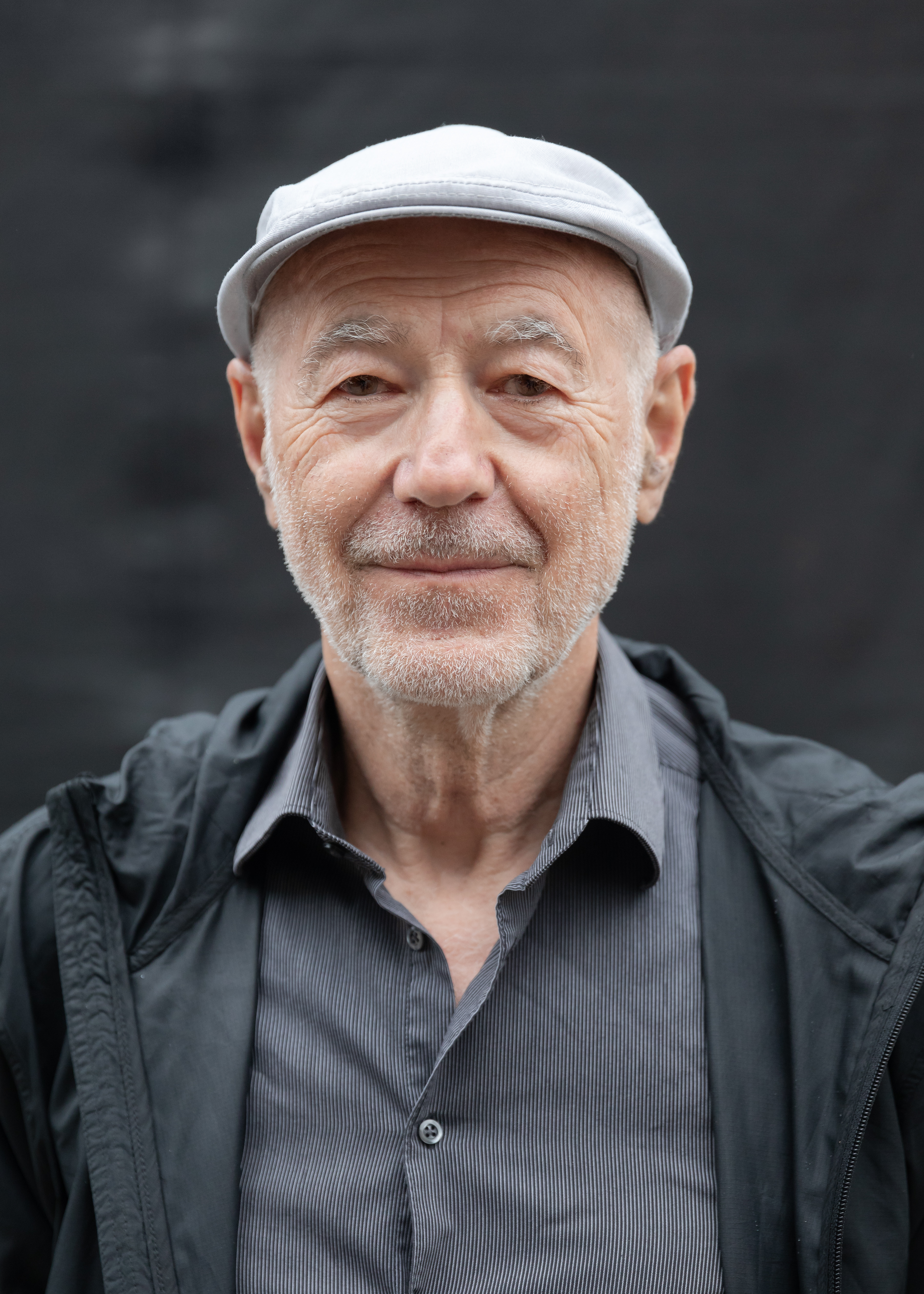
24. April: Willi Resetarits
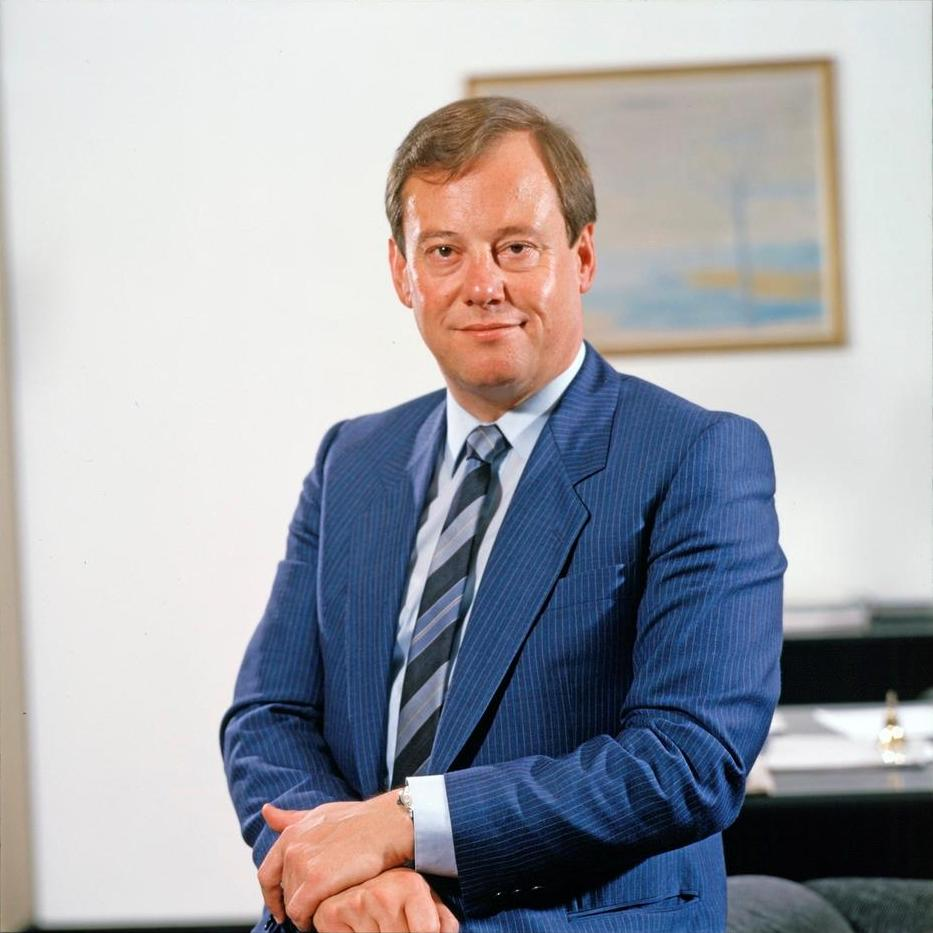
2. Mai: Siegfried Gasser
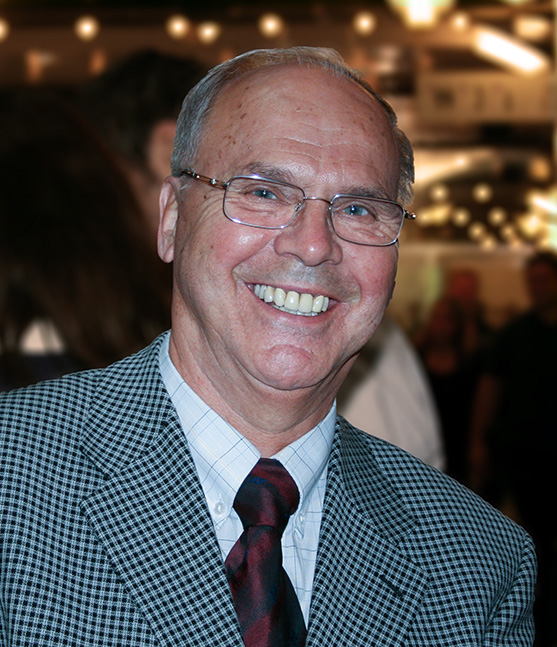
3. Mai: Josef Fröwis
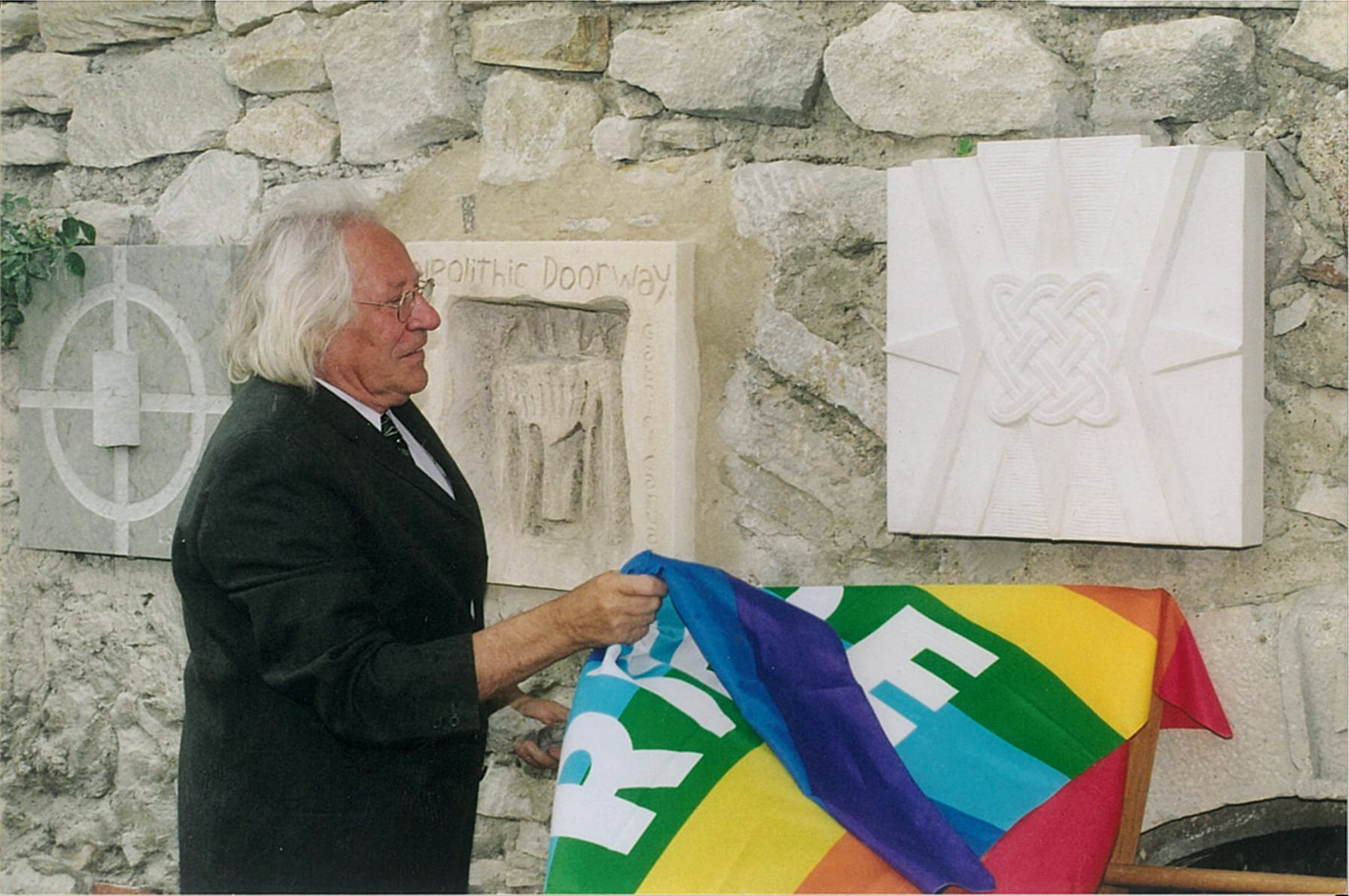
18. Mai: Thomas Resetarits
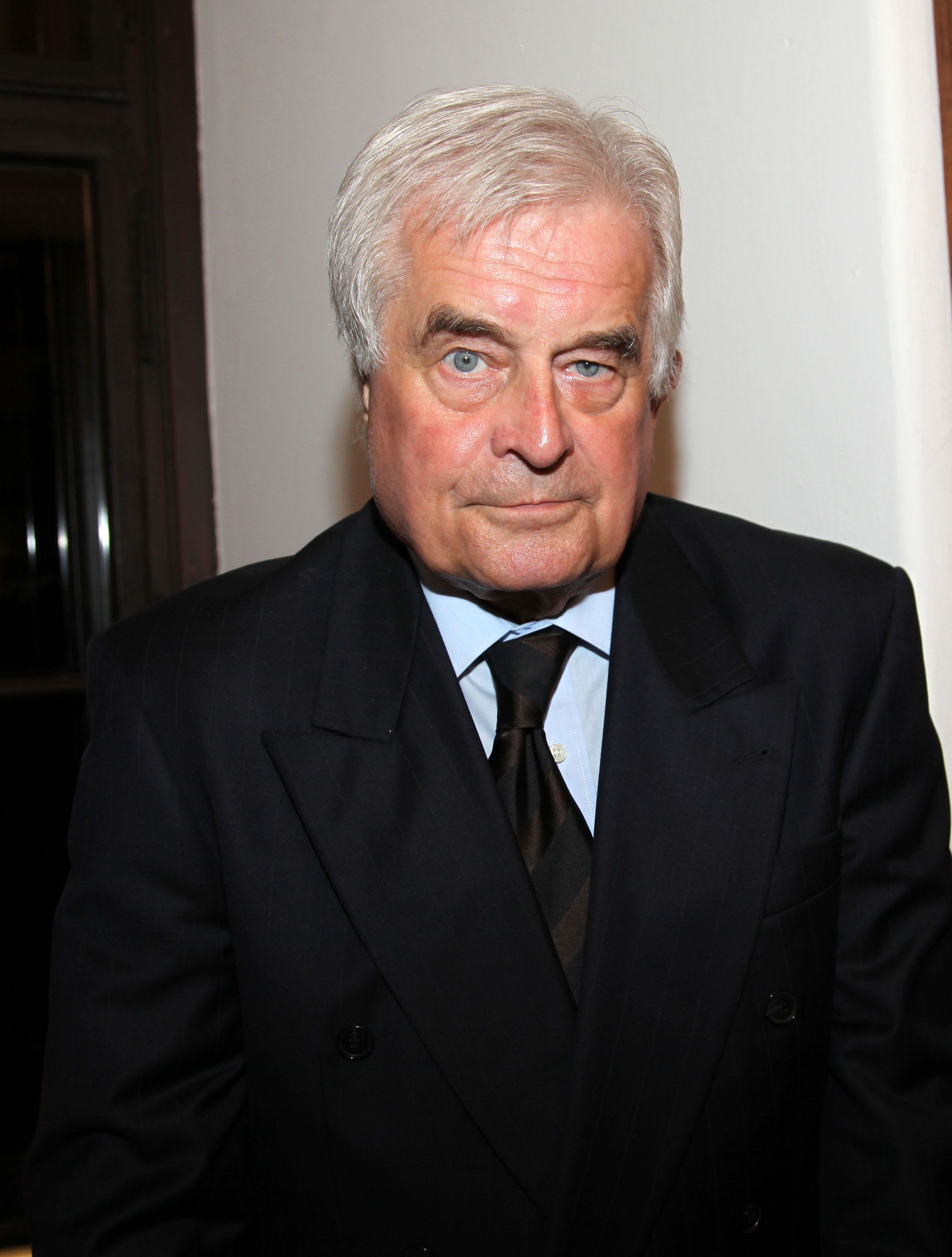
4. Juni: Frank Hoffmann
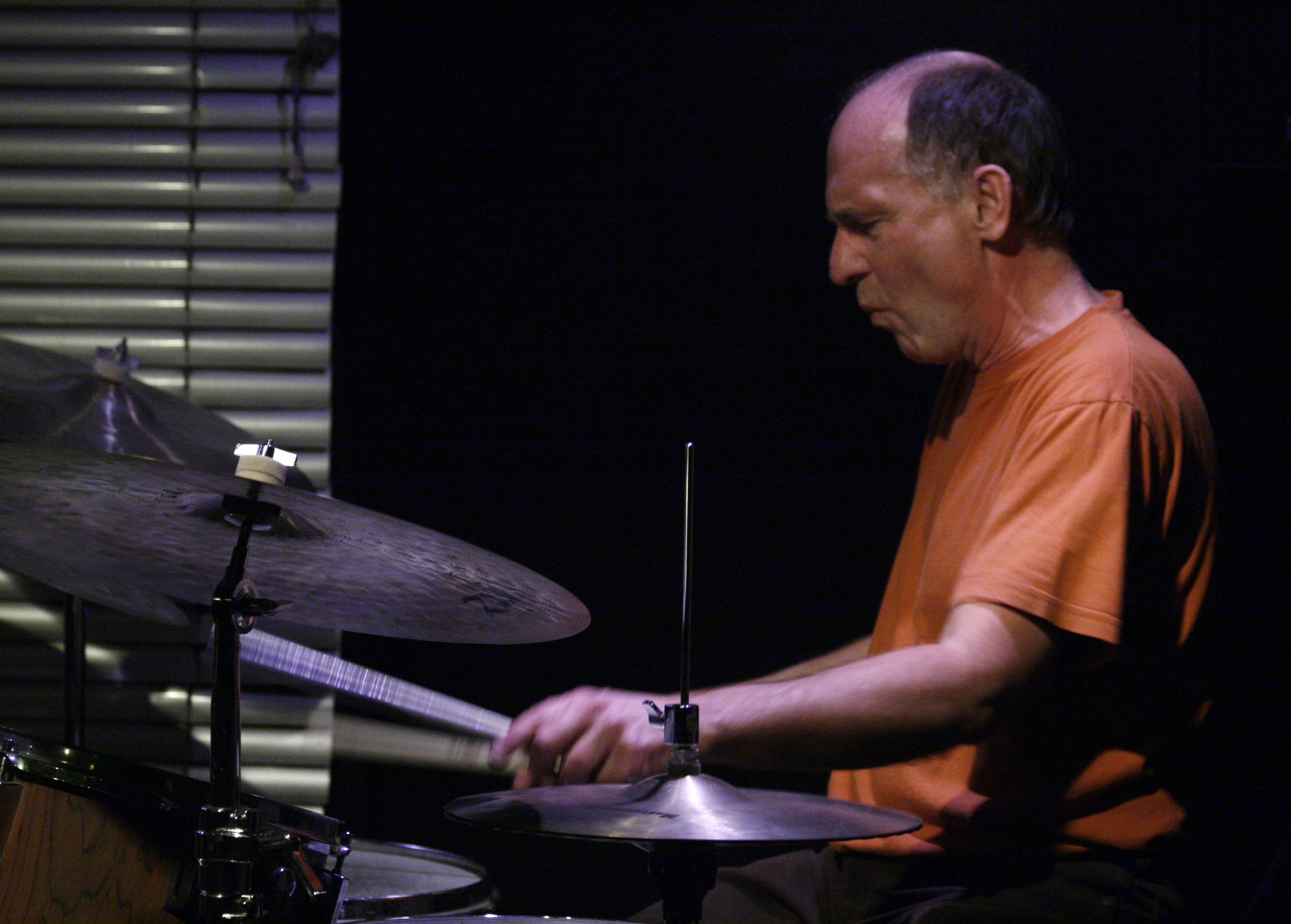
8. Juni: Wolfgang Reisinger
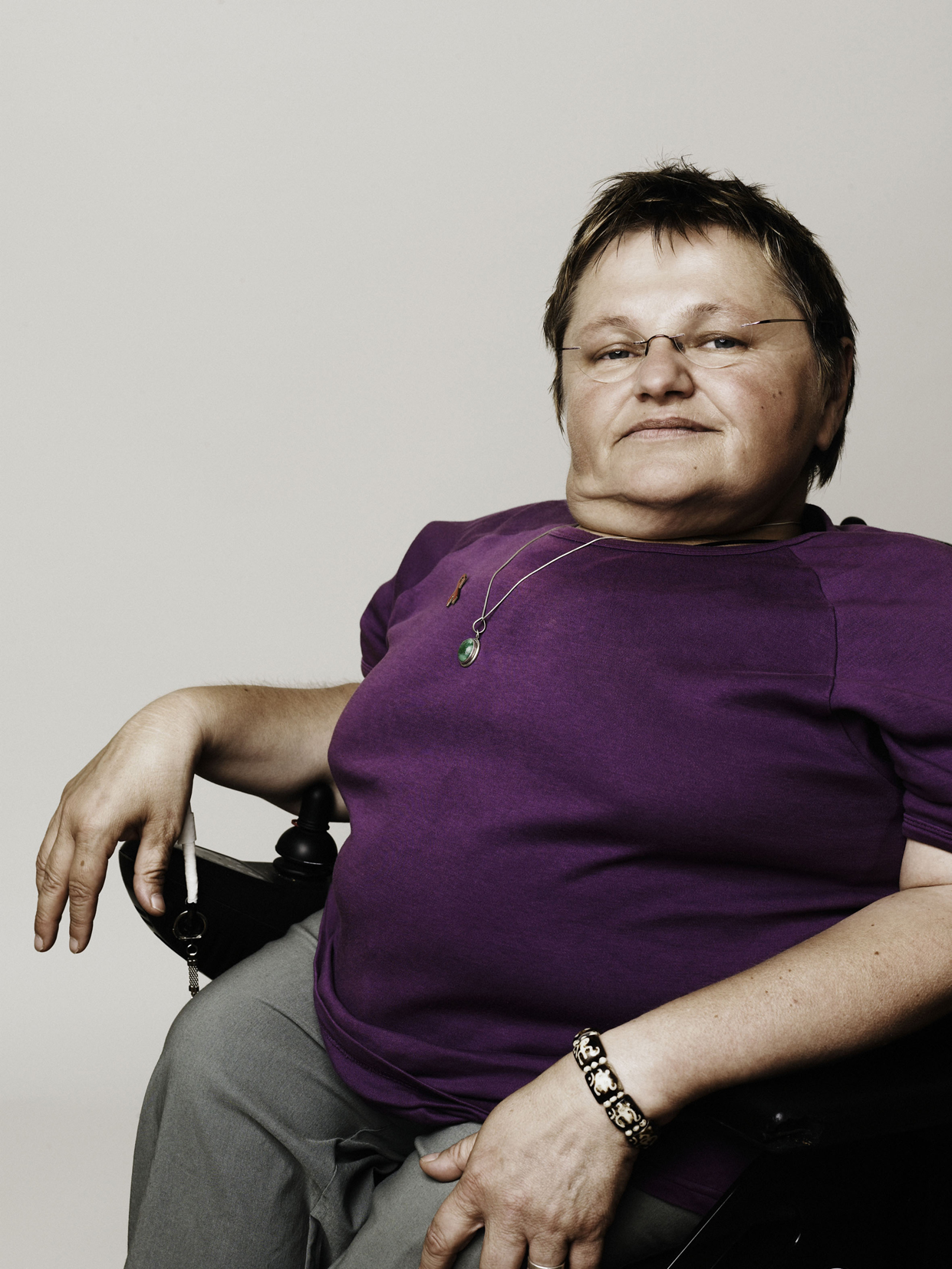
13. Juni: Theresia Haidlmayr
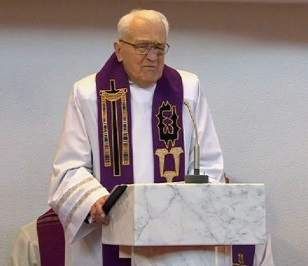
20. Juni: Stefan Geosits
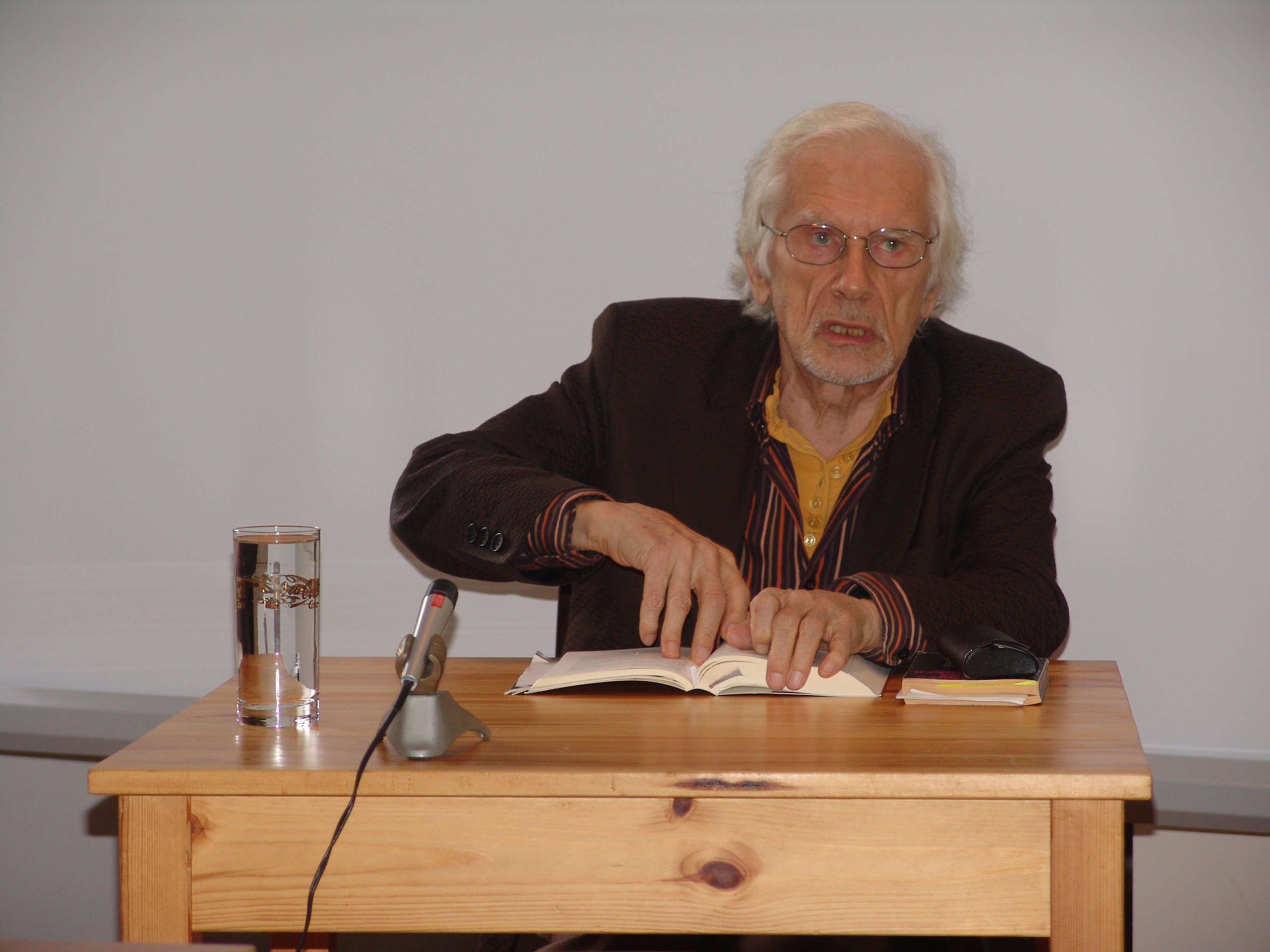
16. Juli: Herbert W. Franke
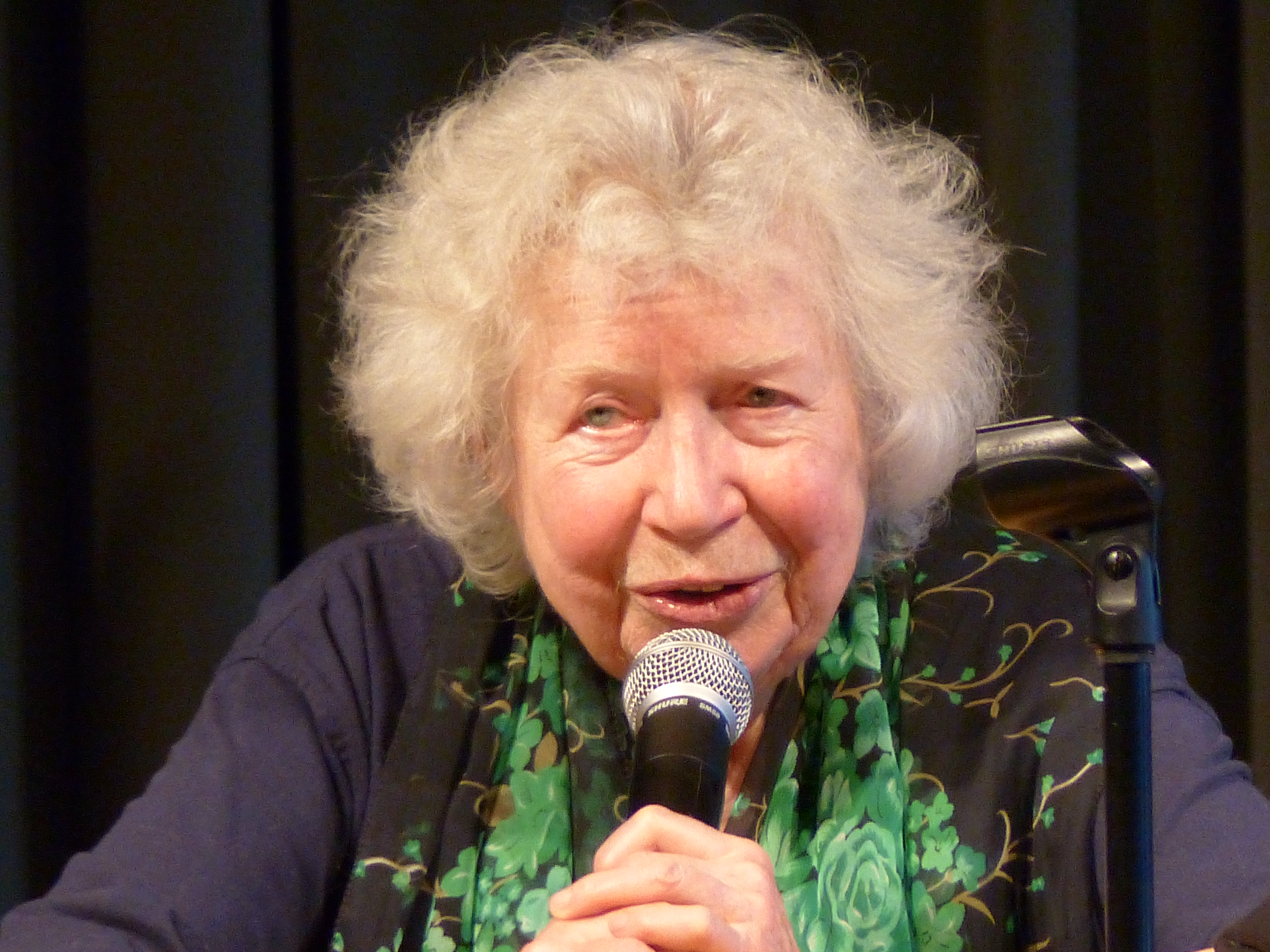
24. Juli: Lotte Ingrisch
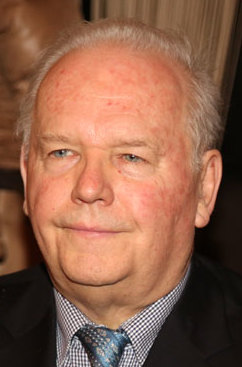
7. August: Gerd Kaminski
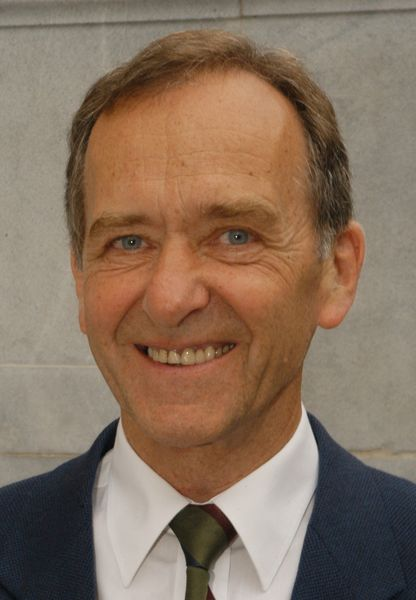
18. August: Michael Mitterauer
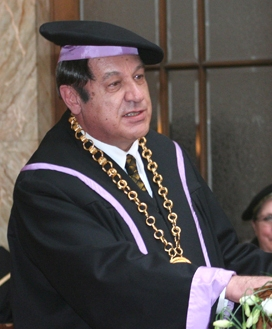
29. August: Bernd Michael Rode
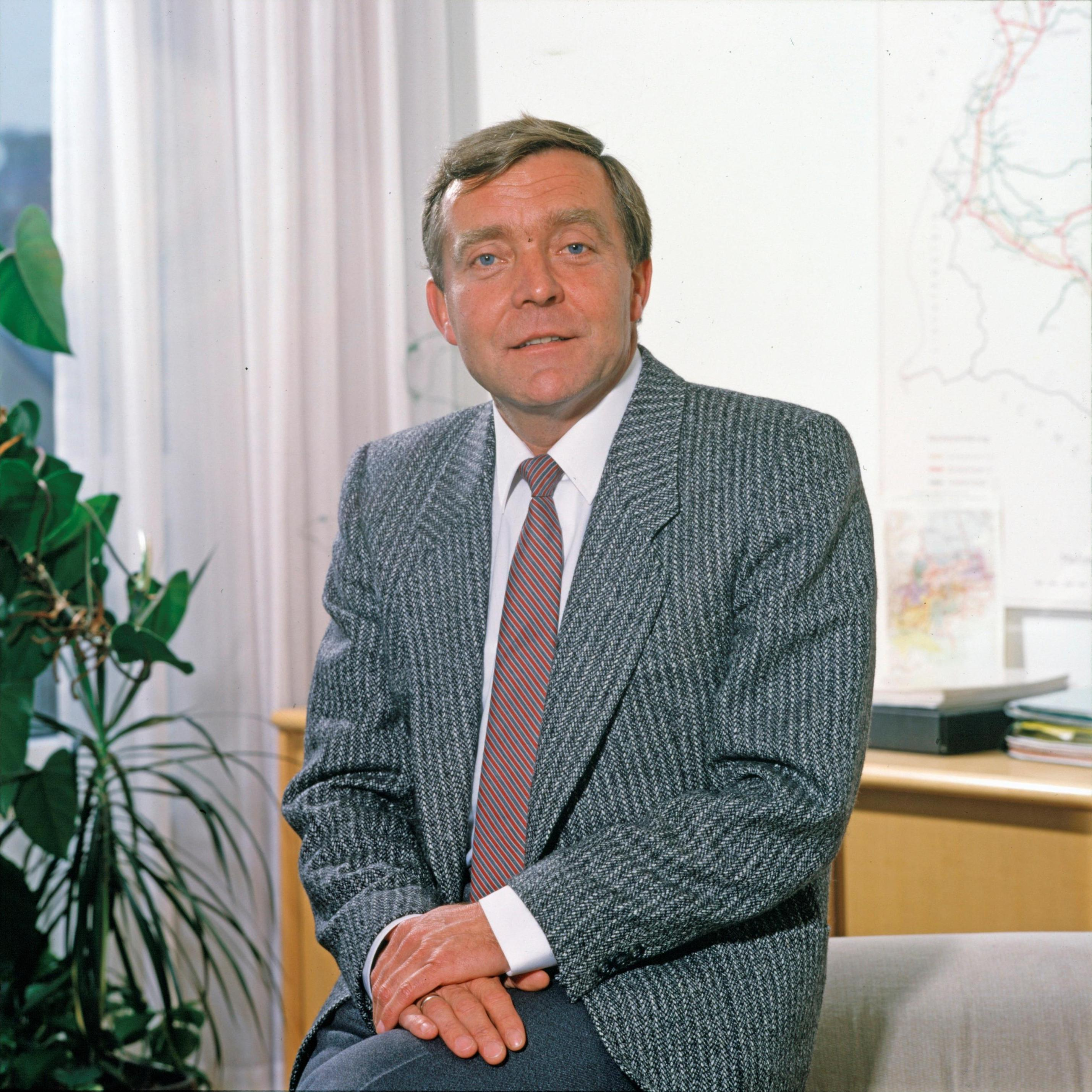
6. Oktober: Günter Vetter
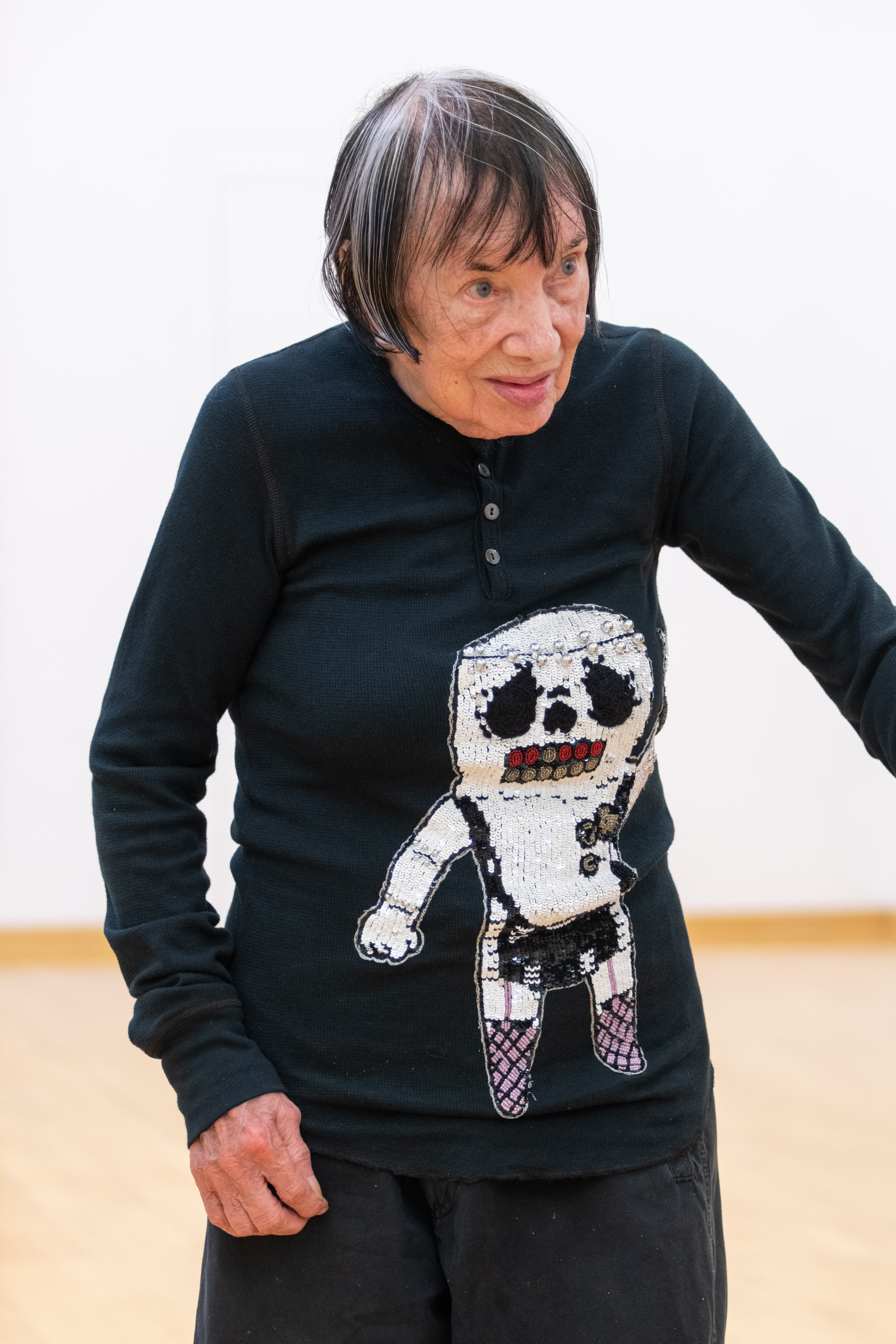
9. Oktober: Isolde Maria Joham
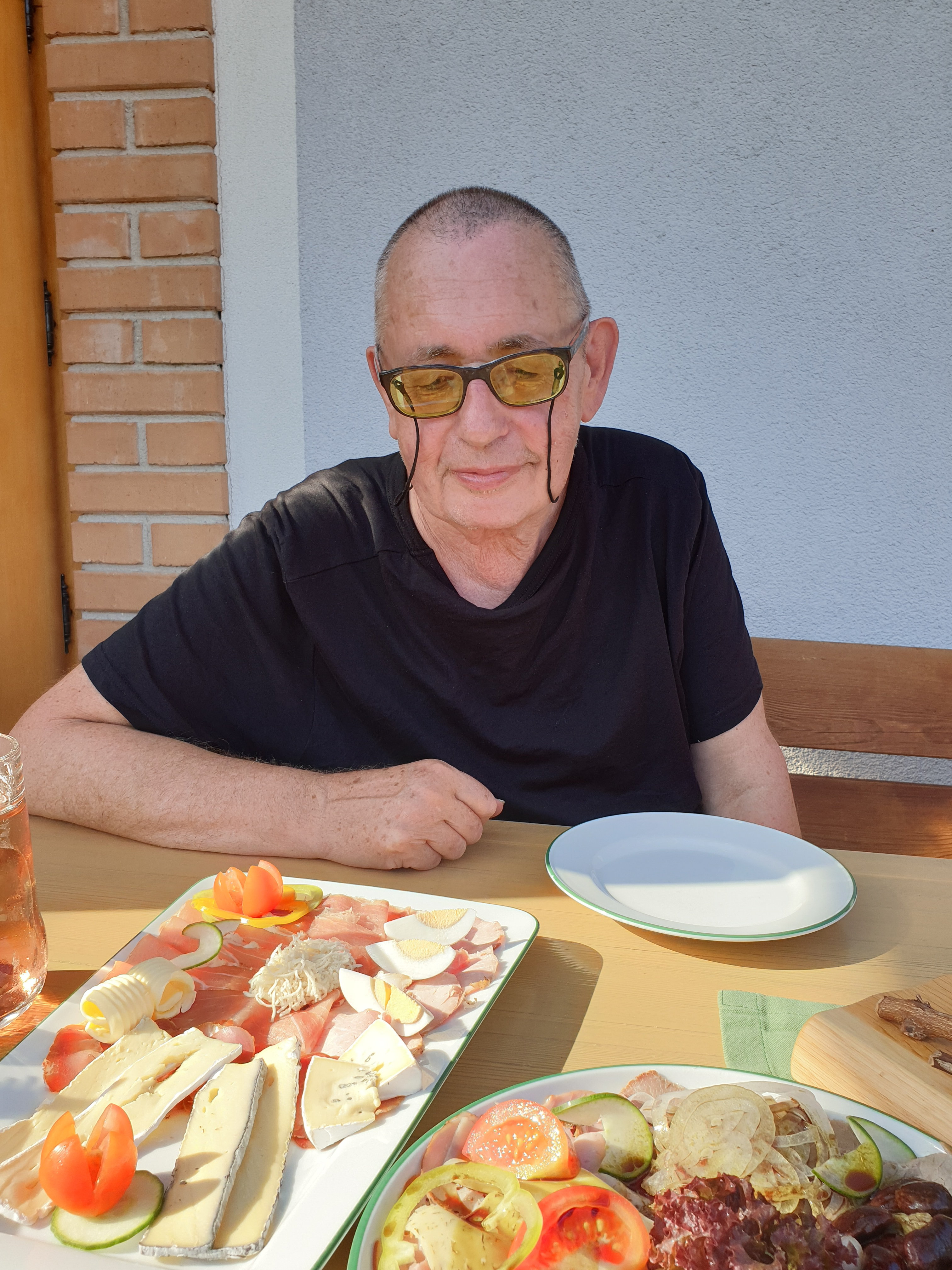
13. Oktober: Hans Schafranek
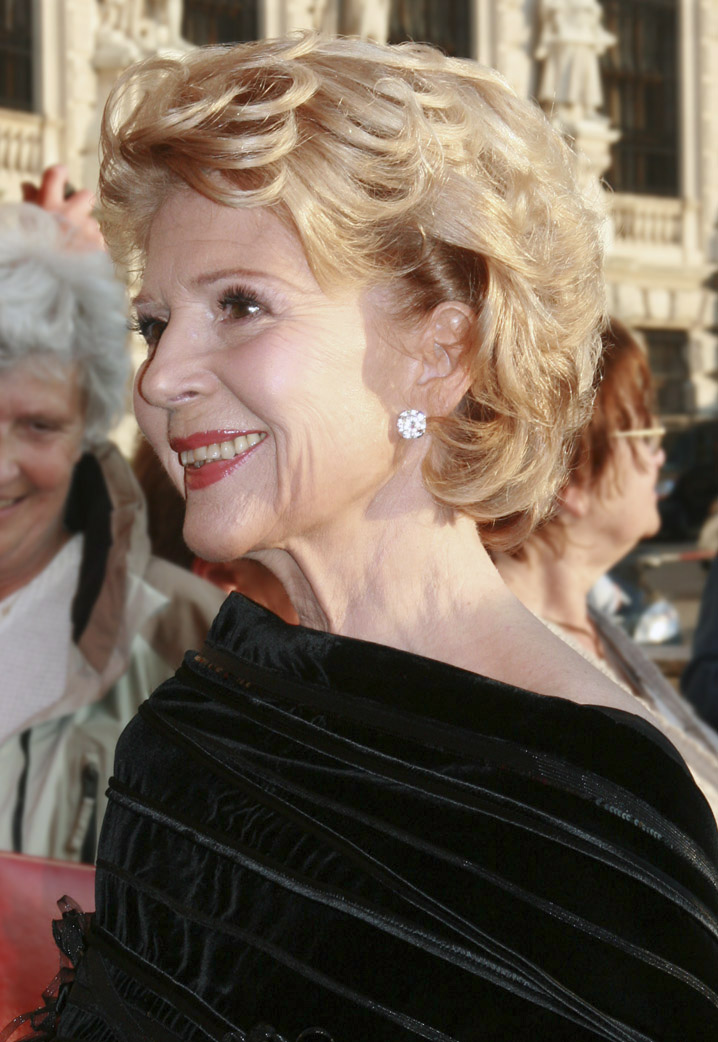
30. November: Christiane Hörbiger
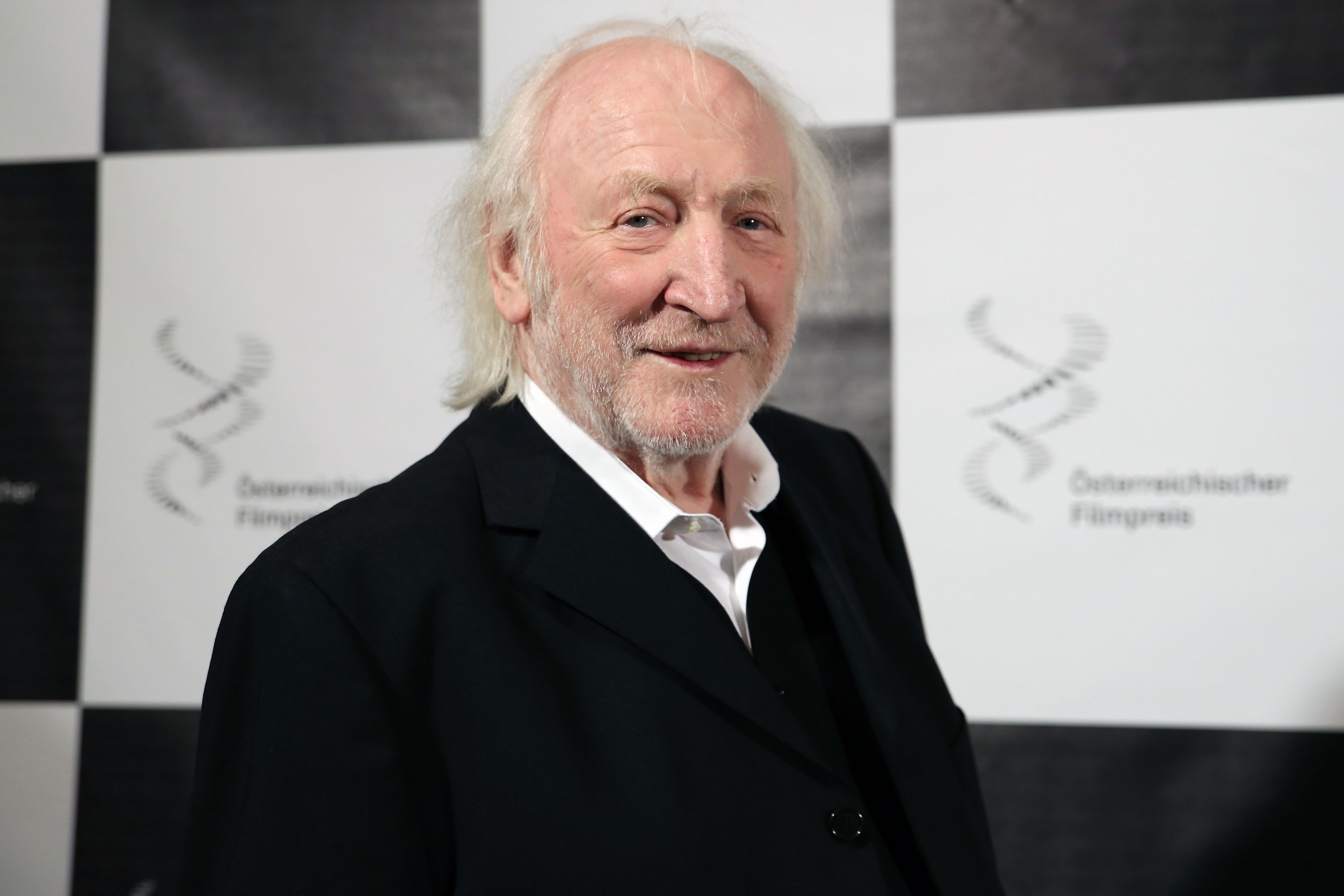
4. Dezember: Karl Merkatz
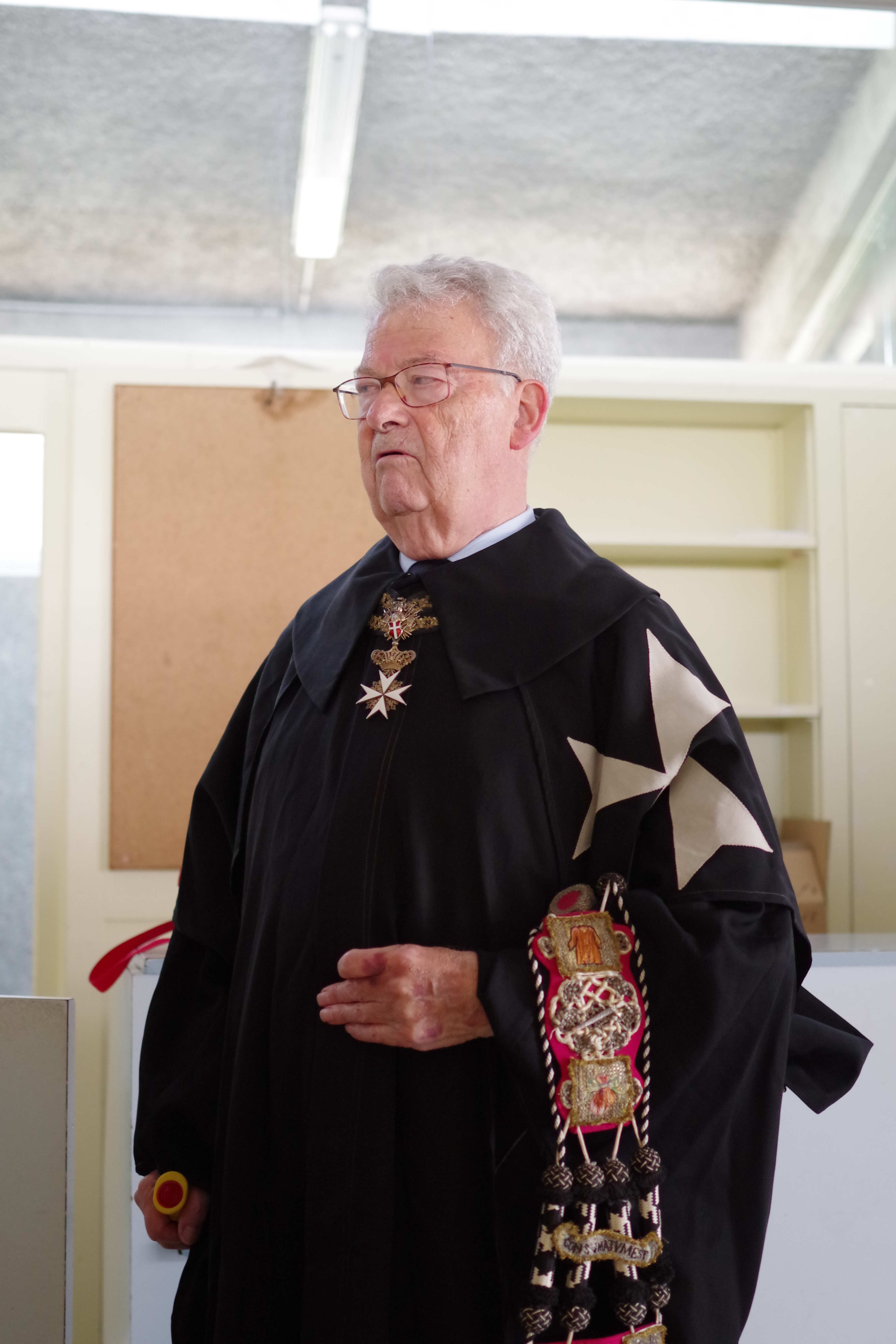
13. Dezember: Ludwig Hoffmann-Rumerstein
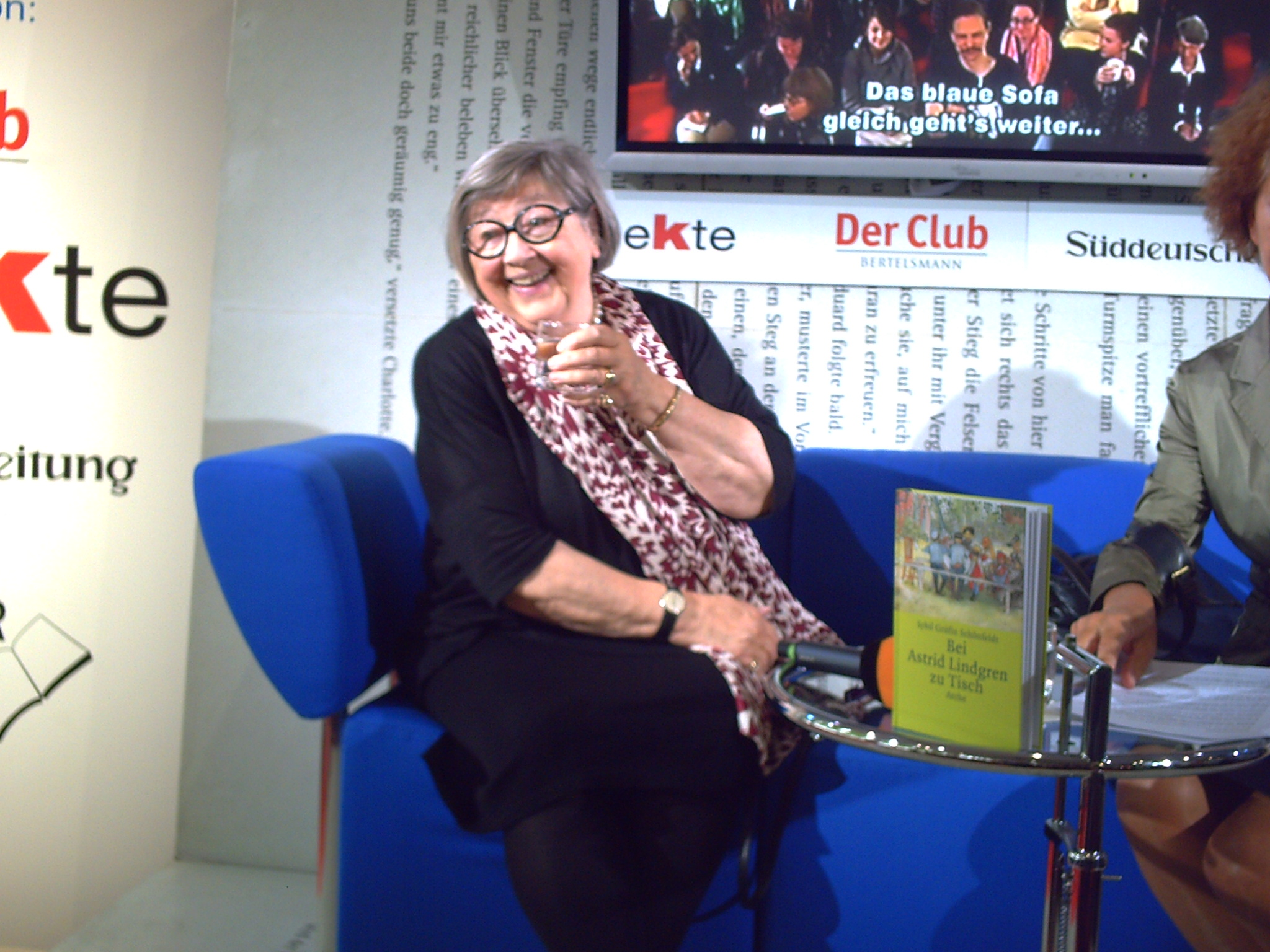
14. Dezember: Sybil Gräfin Schönfeldt